# Gare de Corbeil-Essonnes
La gare de Corbeil-Essonnes est une gare ferroviaire française de la ligne de Villeneuve-Saint-Georges à Montargis, située sur le territoire de la commune de Corbeil-Essonnes, à proximité du centre-ville, dans le département de l'Essonne, en région Île-de-France. Deux autres gares sont établies sur la commune : la gare d'Essonnes - Robinson, rue de Robinson, et la gare de Moulin-Galant, rue Paul-Bert.
L'embarcadère de Corbeil est mis en service par la Compagnie du chemin de fer de Paris à Orléans le 17 septembre 1840 lors de l'ouverture de sa ligne de Paris à Corbeil. C'est aujourd'hui une gare de la Société nationale des chemins de fer français (SNCF), desservie par les trains de la ligne D du RER. Elle se situe à une distance de 32,37 km de Paris-Gare-de-Lyon.

## Situation ferroviaire
Gare de bifurcation, elle est située au point kilométrique (PK) 32,367 de la ligne de Villeneuve-Saint-Georges à Montargis entre les gares d'Évry-Val-de-Seine et de Moulin-Galant et au PK 11,021 de la ligne de Grigny à Corbeil-Essonnes. Elle est également l'origine de la ligne de Corbeil-Essonnes à Montereau. Son altitude est de 39 m.

## Histoire

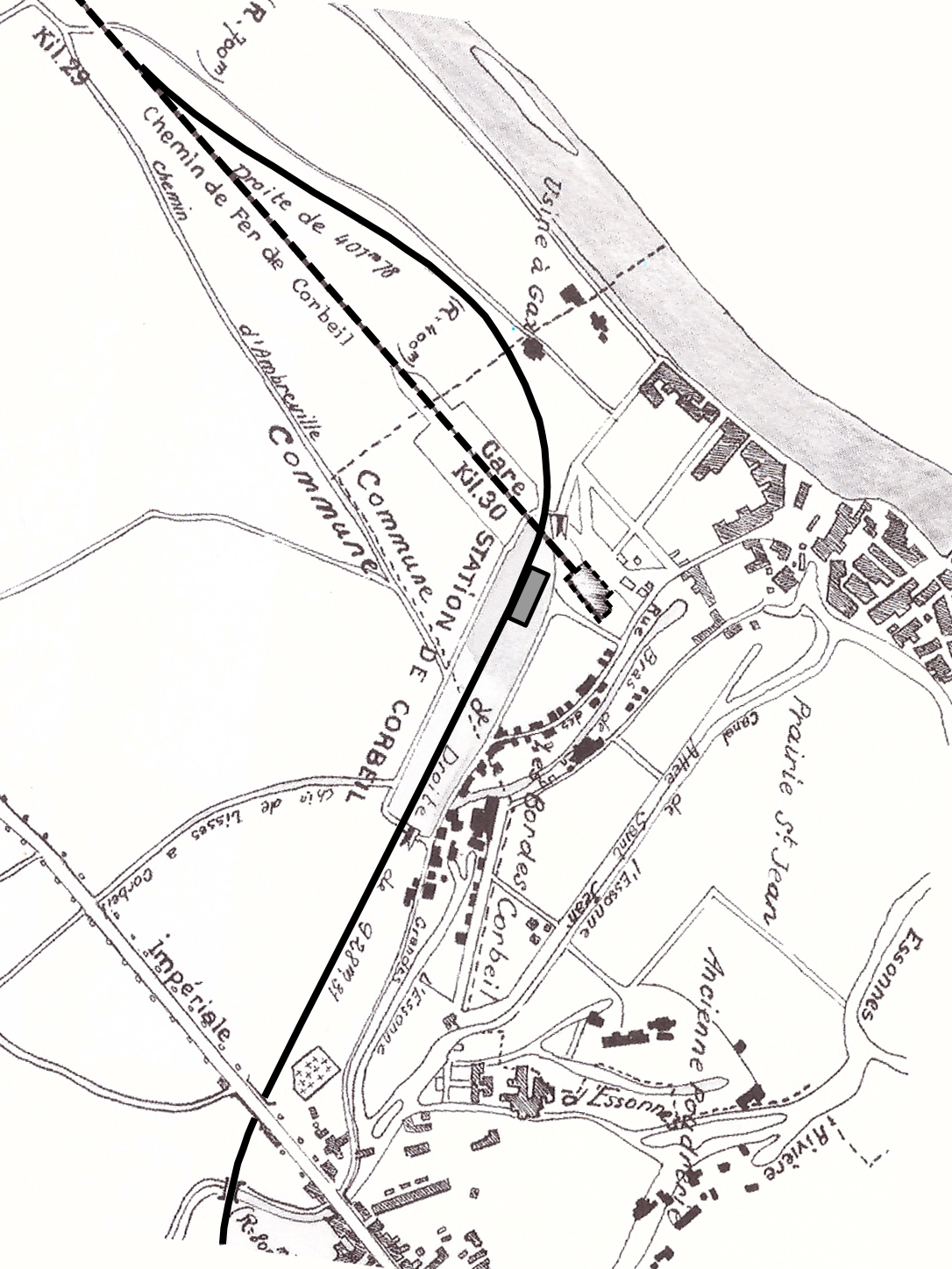
Plan de Corbeil-Essonnes en 1860 montrant la position de la première gare construite en 1840 (traits pontillés) et de la nouvelle gare mise en service en 1865 (trait plein).

L'embarcadère de Corbeil est mis en service par la Compagnie du chemin de fer de Paris à Orléans lors de l'ouverture au service commercial de sa ligne de Paris à Corbeil le 17 septembre 1840.
À l'origine, lorsque la gare était le terminus de la ligne, le bâtiment voyageurs était situé le long de l'actuelle rue de la Seine, à une centaine de mètres à l'est de la position de la gare actuelle et était orienté nord-ouest – sud-ouest. L'embarcadère était situé à la fin de la ligne, laquelle suivait alors le cours de la Seine depuis Paris. 
La gare fut reprise par la Compagnie des chemins de fer de Paris à Lyon et à la Méditerranée (P.L.M.) en 1857 avec l'embranchement de Juvisy à Corbeil lors du démantèlement de la Compagnie du Grand Central et concession du tronçon de Villeneuve-Saint-Georges à Corbeil dans la perspective du prolongement de la ligne vers Maisse (première section de la ligne vers Montargis), le long de la vallée de l'Essonne. Ce prolongement nécessita la courbure de la ligne en direction du sud-ouest et la construction d'une nouvelle gare, orientée nord-est - sud-ouest, qui fut mise en service le 5 janvier 1865,.
De 1912 à 1948, la gare était en correspondance avec la ligne de Corbeil à Étampes par Milly-la-Forêt et Maisse de la Compagnie des chemins de fer de grande banlieue.
Le 13 août 1944, vers 20 h, la gare de Corbeil subit un bombardement aérien par les avions des forces alliées. Ce bombardement vise le nœud ferroviaire de la gare et les usines avoisinantes. Il provoque la mort de 26 personnes et fait 52 blessés.
Le bâtiment voyageurs de la gare conserva son aspect jusqu'en 1979, date à laquelle la façade extérieure du bâtiment fut modifiée par l'installation d'un bardage métallique blanc entourant tout le premier étage.
En 2013, un nouveau quai central, desservant deux nouvelles voies, est construit à l'extrémité ouest de la gare. Le quai et les deux voies ont été construits sur l'emprise de trois anciennes voies de services. Cet aménagement permet de porter à sept le nombre de voies accessibles aux trains de la ligne RER.
Fin 2017, une passerelle, enjambant les voies de la gare à son extrémité sud, est mise en service.
En 2020, la façade extérieure du bâtiment voyageurs est rénovée et un nouvel auvent est installé.
- Illustrations aux XIXe et XXe siècles

Illustrations aux et siècles
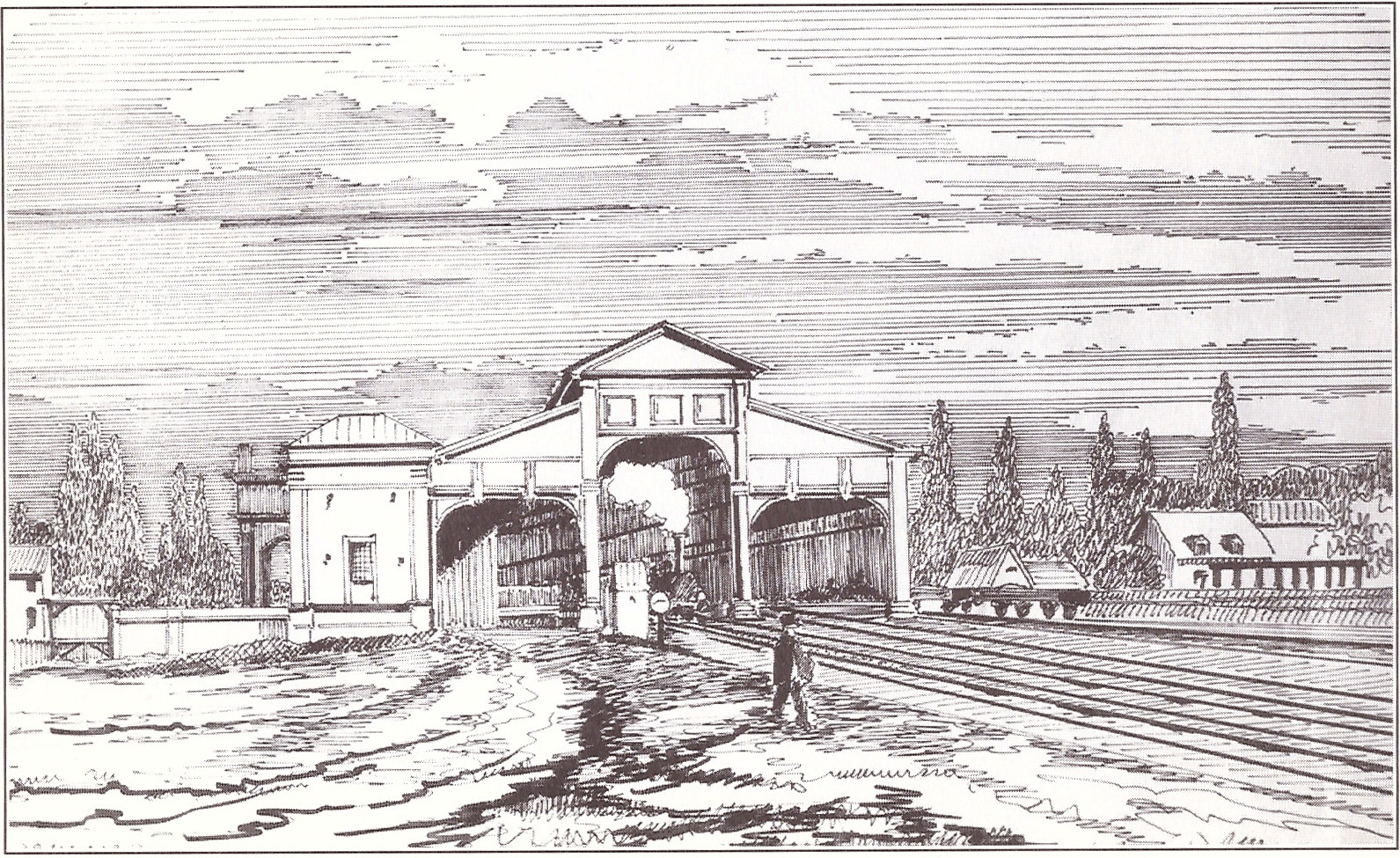
Dessin de l'embarcadère en 1843.
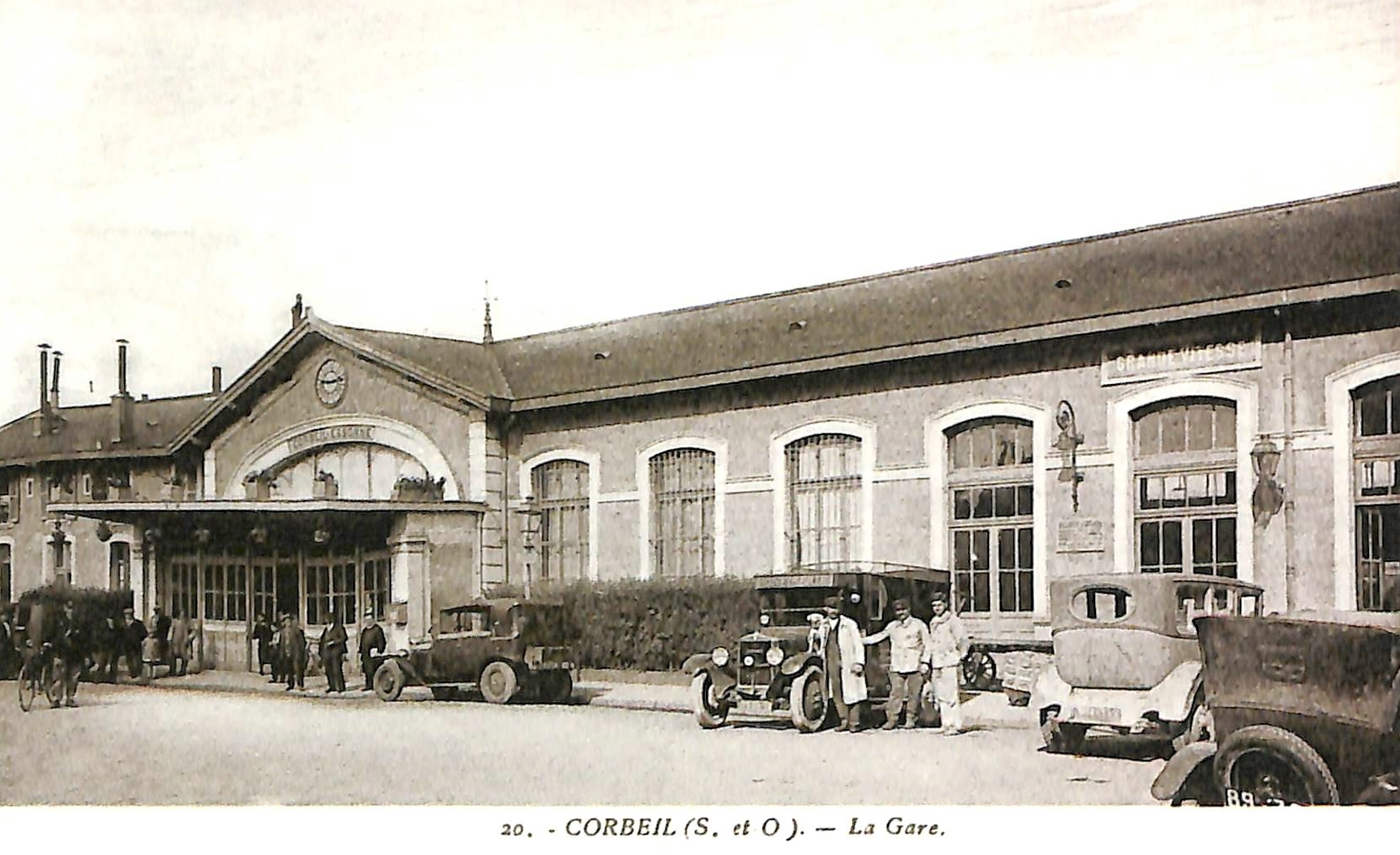
Le bâtiment voyageurs au début du XXe siècle.
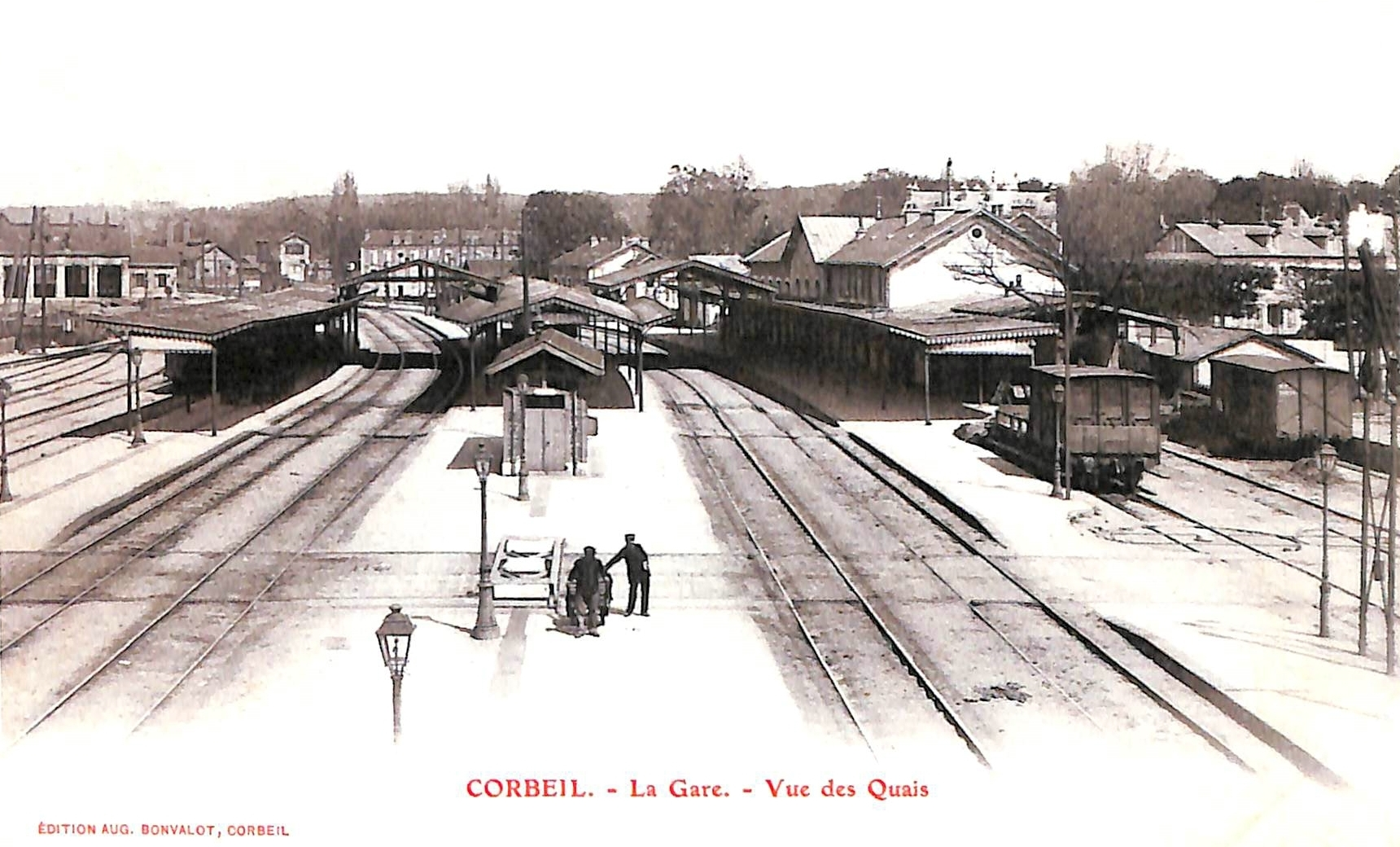
La gare au début du XXe siècle.

## Fréquentation
De 2015 à 2022, selon les estimations de la SNCF, la fréquentation annuelle de la gare s'élève aux nombres indiqués dans le tableau ci-dessous.
| Année     | 2015      | 2016      | 2017      | 2018      | 2019      | 2020      | 2021      | 2022      |
| --------- | --------- | --------- | --------- | --------- | --------- | --------- | --------- | --------- |
| Voyageurs | 7 600 151 | 8 205 885 | 8 829 062 | 9 324 546 | 9 842 549 | 5 418 465 | 9 146 952 | 8 129 611 |

## Service des voyageurs

### Accueil

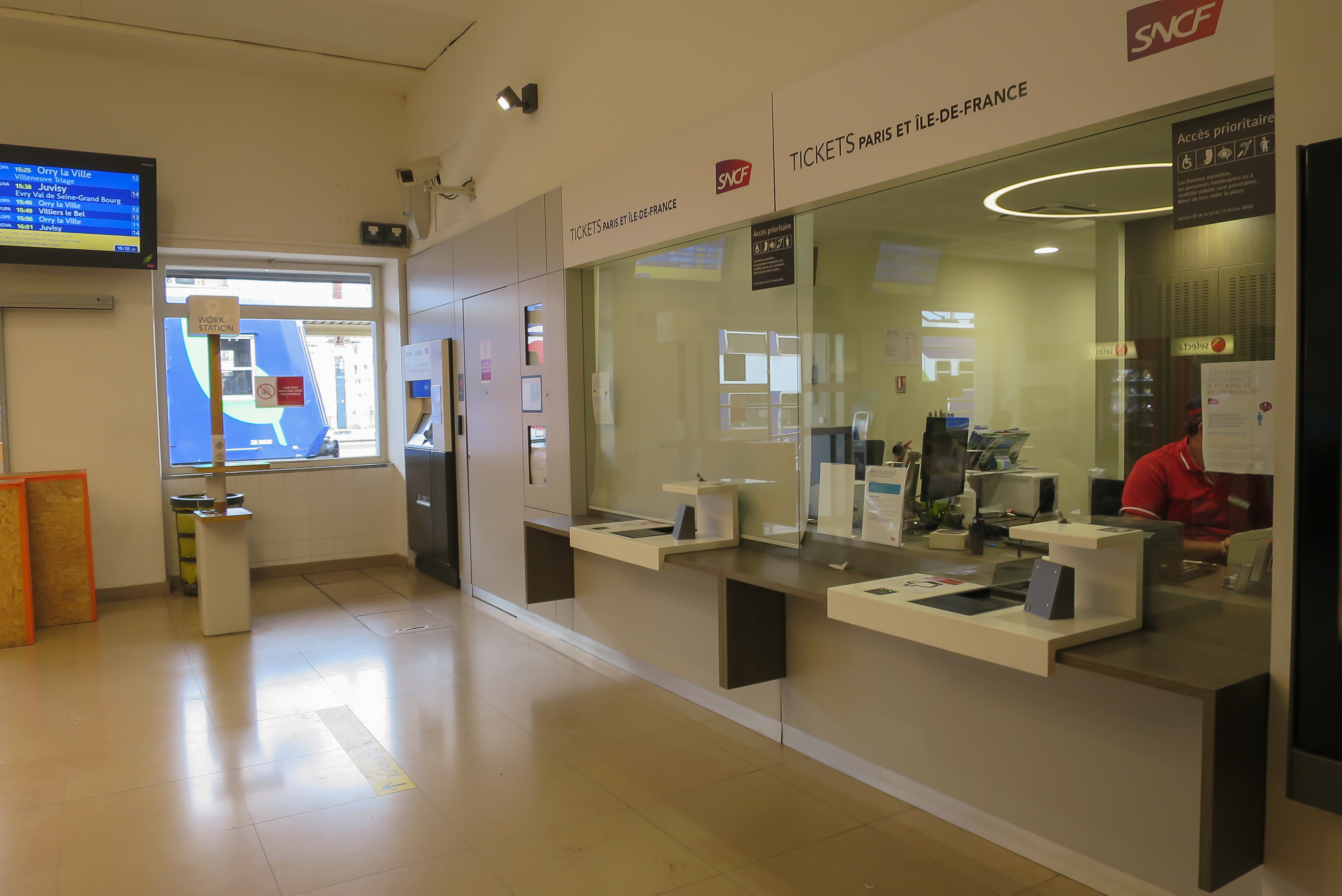
Intérieur du bâtiment voyageurs.

Gare SNCF du réseau Transilien, elle dispose d'un personnel permanent et d'un bâtiment voyageurs ouvert tous les jours. Elle est notamment équipée d'automates pour la vente des titres de transport (Transilien, Navigo et billets grandes lignes), du « système d'information sur les circulations en temps réel » et de divers aménagements pour les personnes à mobilité réduite.
Au centre de la gare, un passage souterrain public relie la place Henri-Barbusse (située devant le bâtiment voyageurs), à la gare routière Émile-Zola (située à l'arrière de la gare). Il permet de desservir l'ensemble des quais de la gare par des escaliers. À l'extrémité sud de la gare, une passerelle située au-dessus des voies permet aussi de desservir les quais par des escaliers et des ascenseurs.

### Desserte
La gare est desservie par les trains de la ligne D du RER. Pour de nombreux trains, cette gare est un terminus mais d'autres continuent vers Melun ou Malesherbes. Le temps de parcours depuis ou vers Paris-Gare-de-Lyon est de 45 à 50 minutes.

### Voies et quais
La gare dispose de sept voies et de quatre quais : un quai latéral accessible directement depuis le bâtiment voyageurs et la place Henri-Barbusse, et trois quais centraux accessibles depuis le passage souterrain public ou la nouvelle passerelle mise en service en 2018.
Depuis le service annuel 2019 (SA2019), mis en place le 9 décembre 2018, la numérotation des quais et leurs affectations ont été modifiées, soit du sud (accès depuis le bâtiment voyageurs) vers le nord (accès depuis la gare routière) :
- quai 10 (ancienne voie 1 du quai latéral) : trains en direction de Malesherbes (et Melun en heures creuses et les week-ends) ;
- quai 11 (ancienne voie A du quai central 1) : trains de ou vers Paris ;
- quai 12 (ancienne voie B du quai central 1) : trains de ou vers Paris ;
- quai 13 (ancienne voie C du quai central 2) : trains de ou vers Paris ;
- quai 14 (ancienne voie 2 du quai central 2) : trains en provenance de Malesherbes (et Melun en heures creuses et les week-ends) ;
- quai 15 (ancienne voie 4 du quai central 3) : trains de ou vers Melun en heures de pointe ;
- quai 16 (ancienne voie 6 du quai central 3) : trains de ou vers Melun en heure de pointe[12].

Sélection de vues des quais de la gare
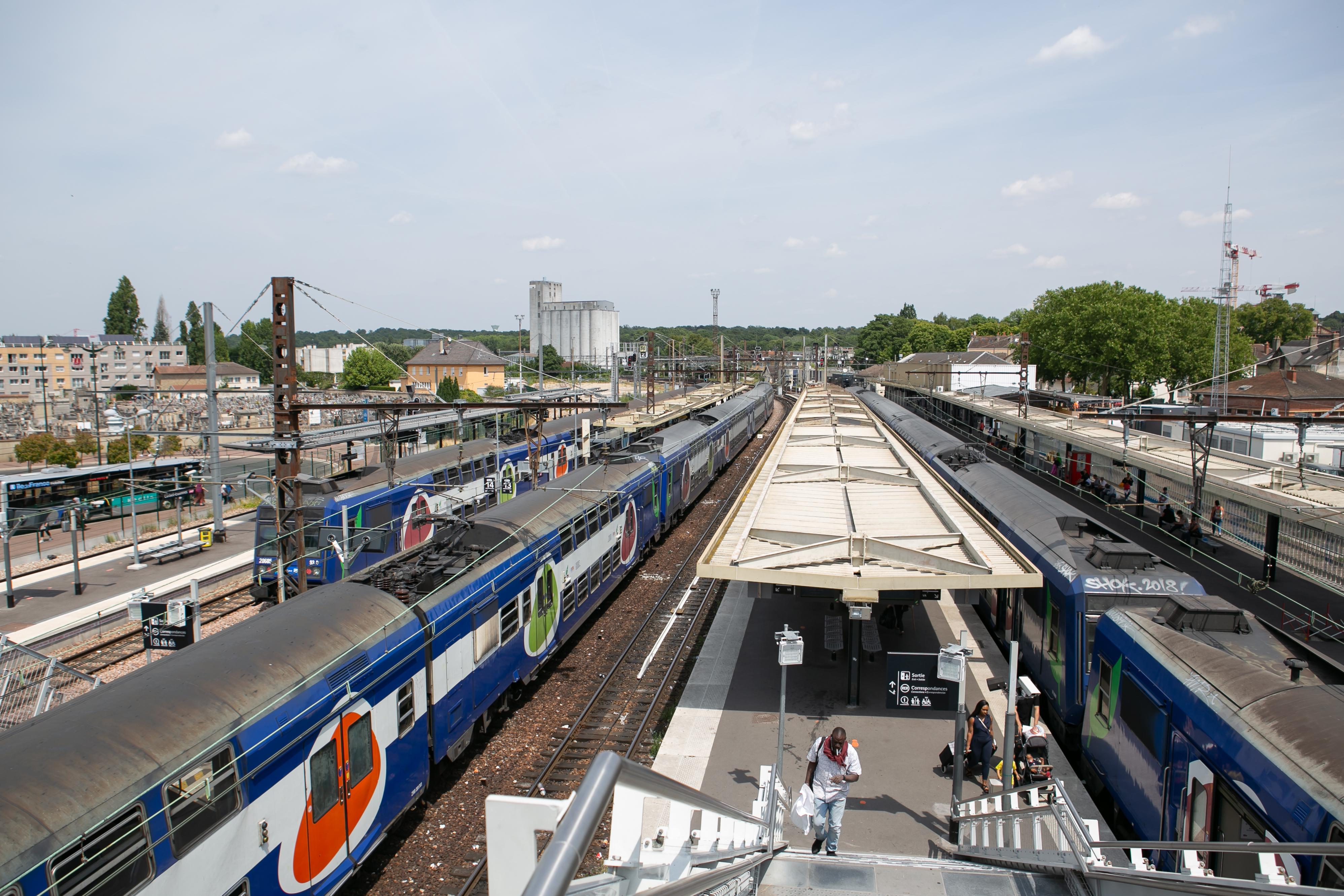
Vue générale des quais.
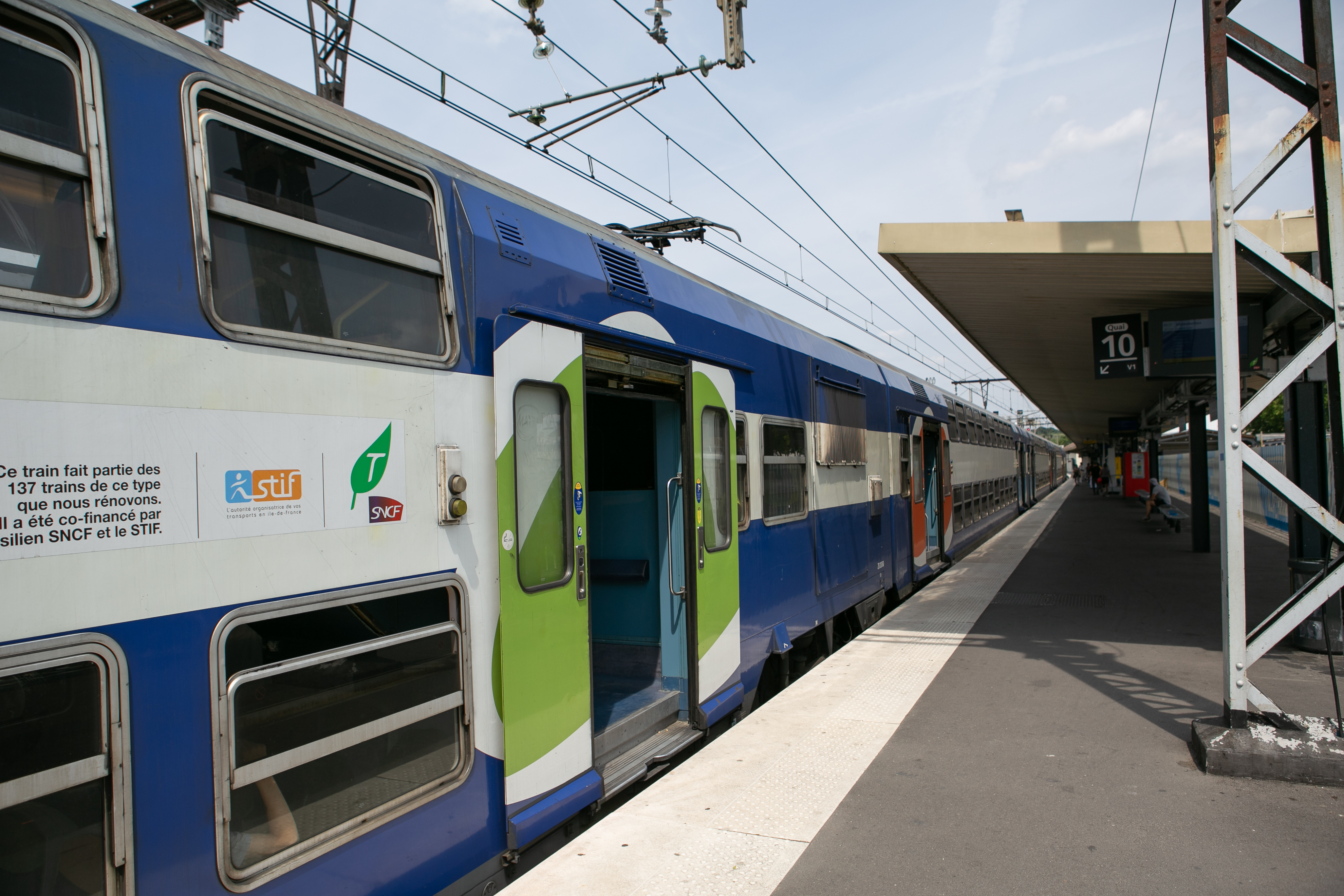
Vue du quai 10.
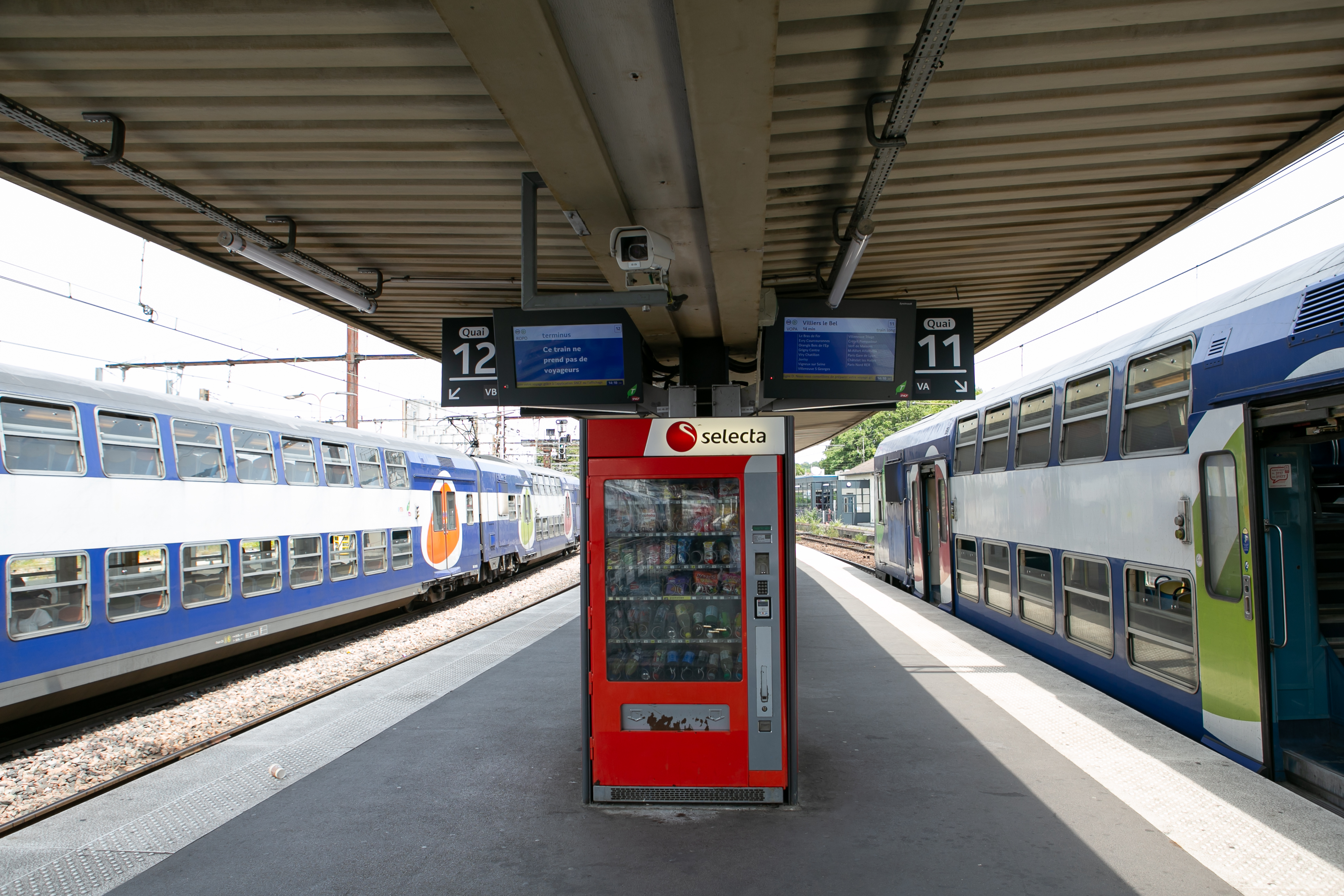
Vue des quais 11 et 12.
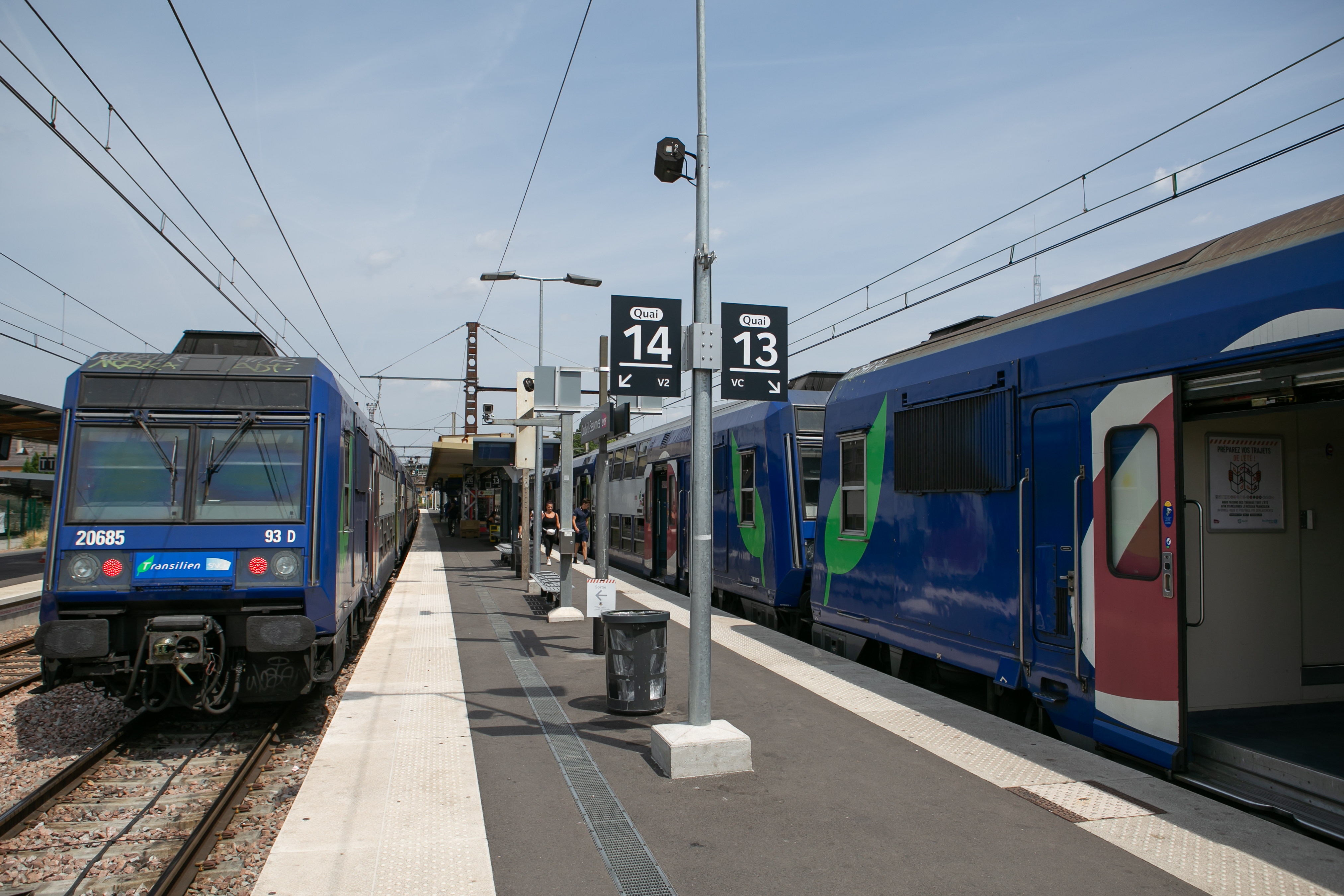
Vue des quais 13 et 14.
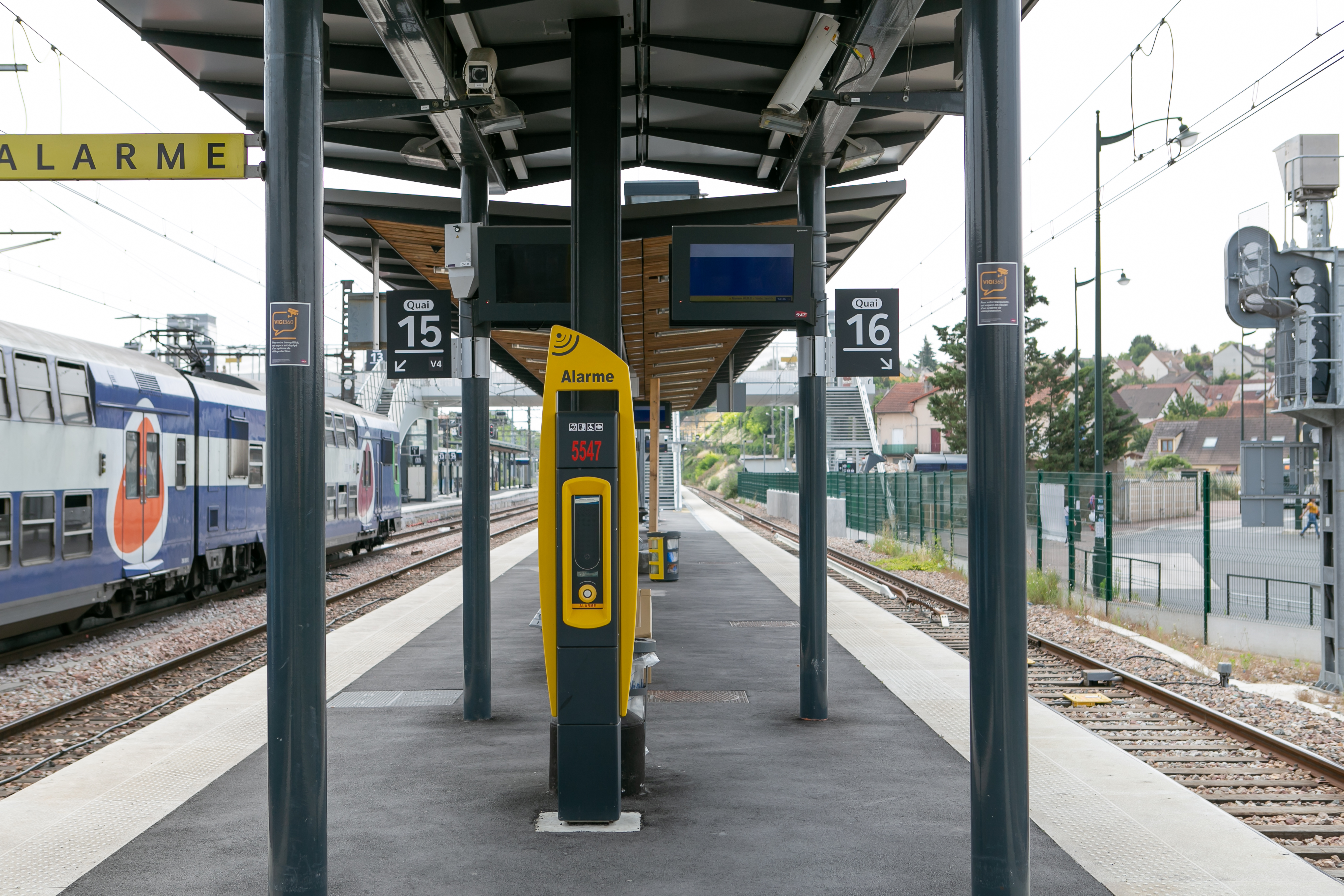
Vue des quais 15 et 16.

### Intermodalité
Située à proximité du centre-ville, la gare dispose de places de parking pour les véhicules, d'une station de taxis et d'un parc pour les vélos.
Deux gares routières sont situées de part et d'autre de la gare : la gare routière Henri Barbusse (au sud, devant le bâtiment voyageurs) et la gare routière Émile Zola (au nord). La gare est desservie par :
- la ligne 1 du T Zen du réseau de bus de Sénart ;
- les lignes 4201, 4203, 4206, 4230, 4231, 4240, 4241, 4243, 4245, les navettes de remplacement de soirée du RER D 4250 et 4251, et la ligne express 9112 du réseau de bus Évry Centre Essonne ;
- la ligne 4346 du réseau de bus Essonne Sud Est ;
- et, la nuit, par les lignes N135 et N139 du service de bus de nuit Noctilien.

Depuis juin 2012, la gare de Corbeil-Essonnes est équipée d'un abri à vélos Véligo.

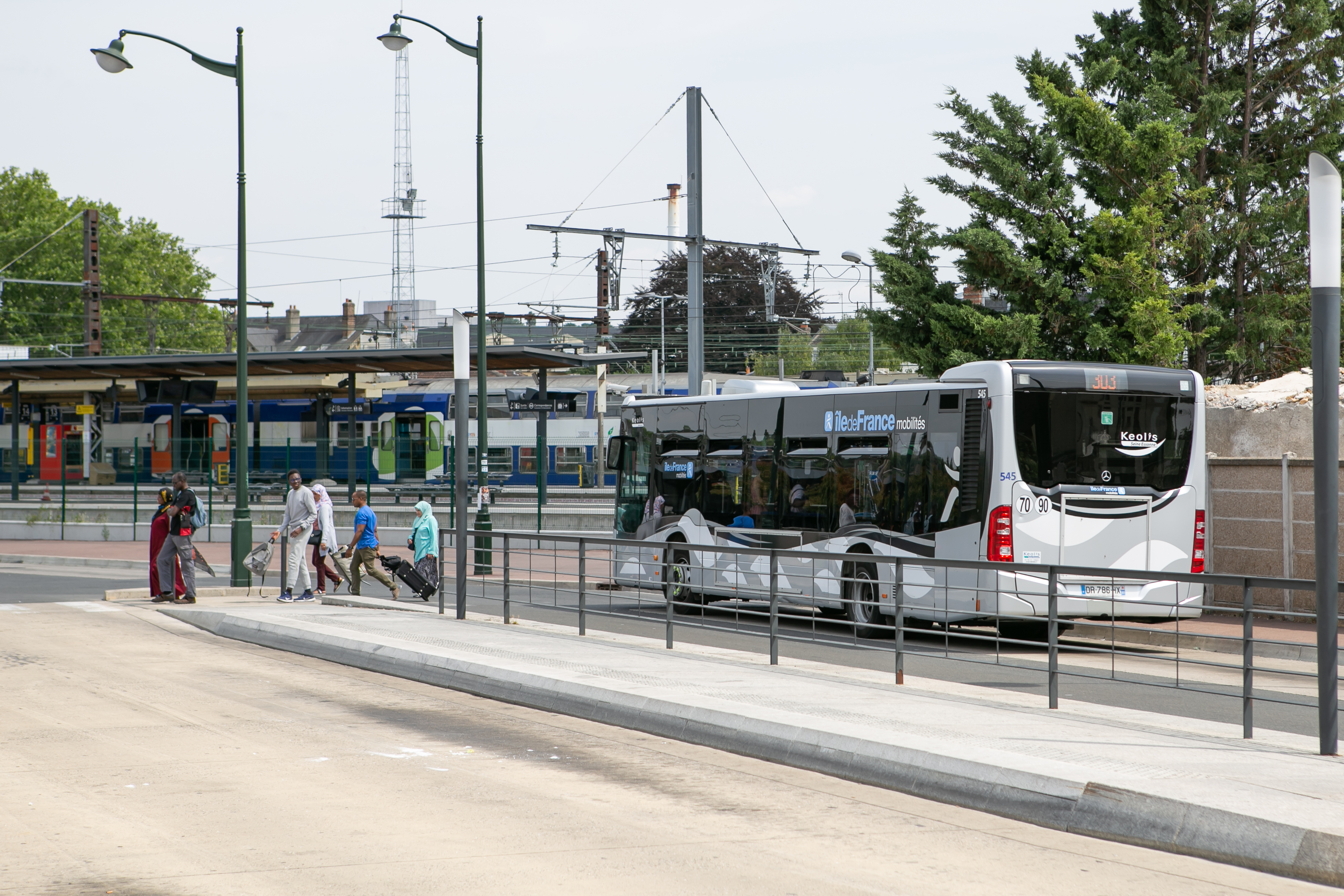
Un bus de l'ancienne ligne 301 (devenue 4203) à l'arrêt dans la gare routière Émile-Zola.
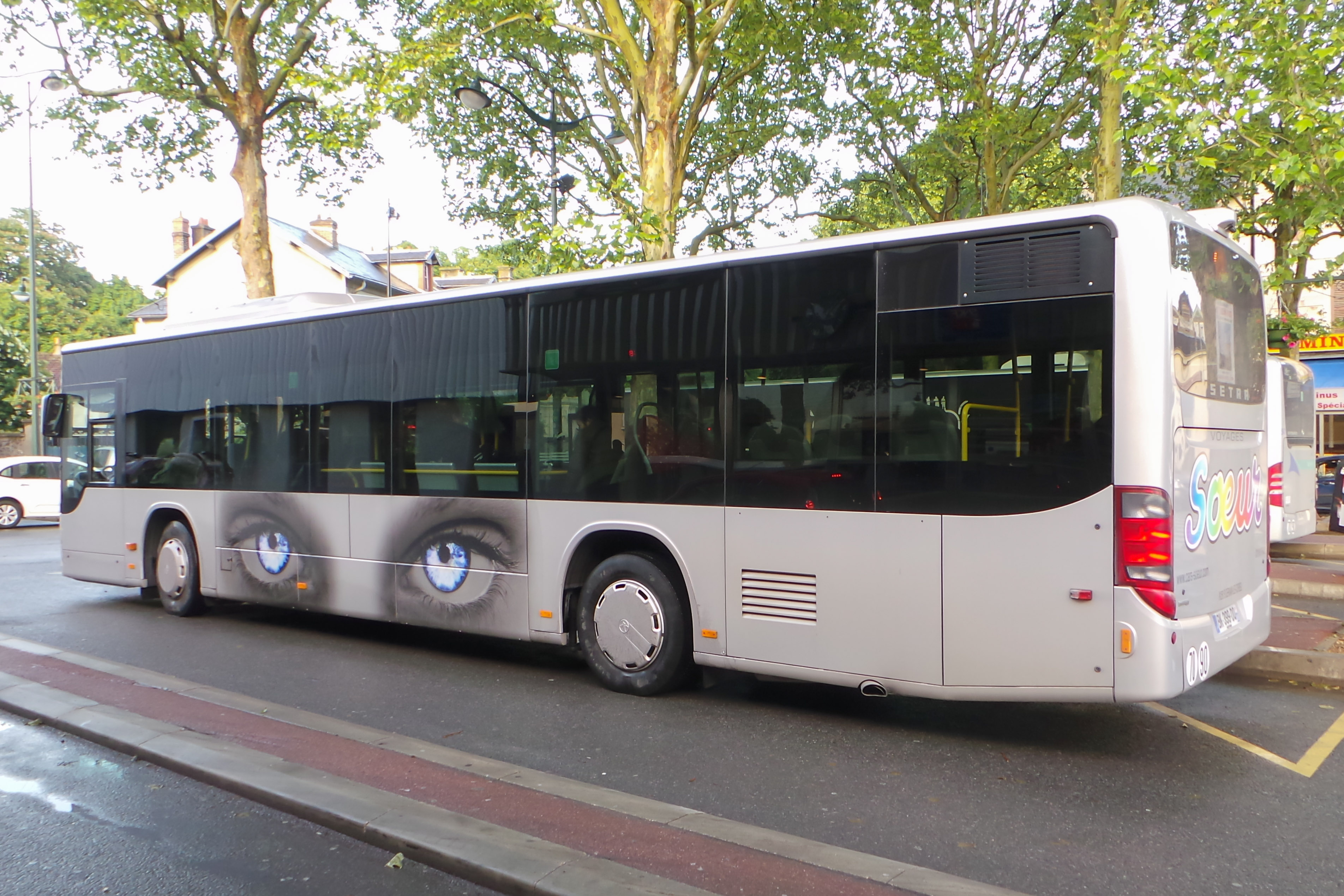
Un bus de l'ancienne ligne 7001 (devenue 4231) à l'arrêt dans la gare routière Henri-Barbusse.
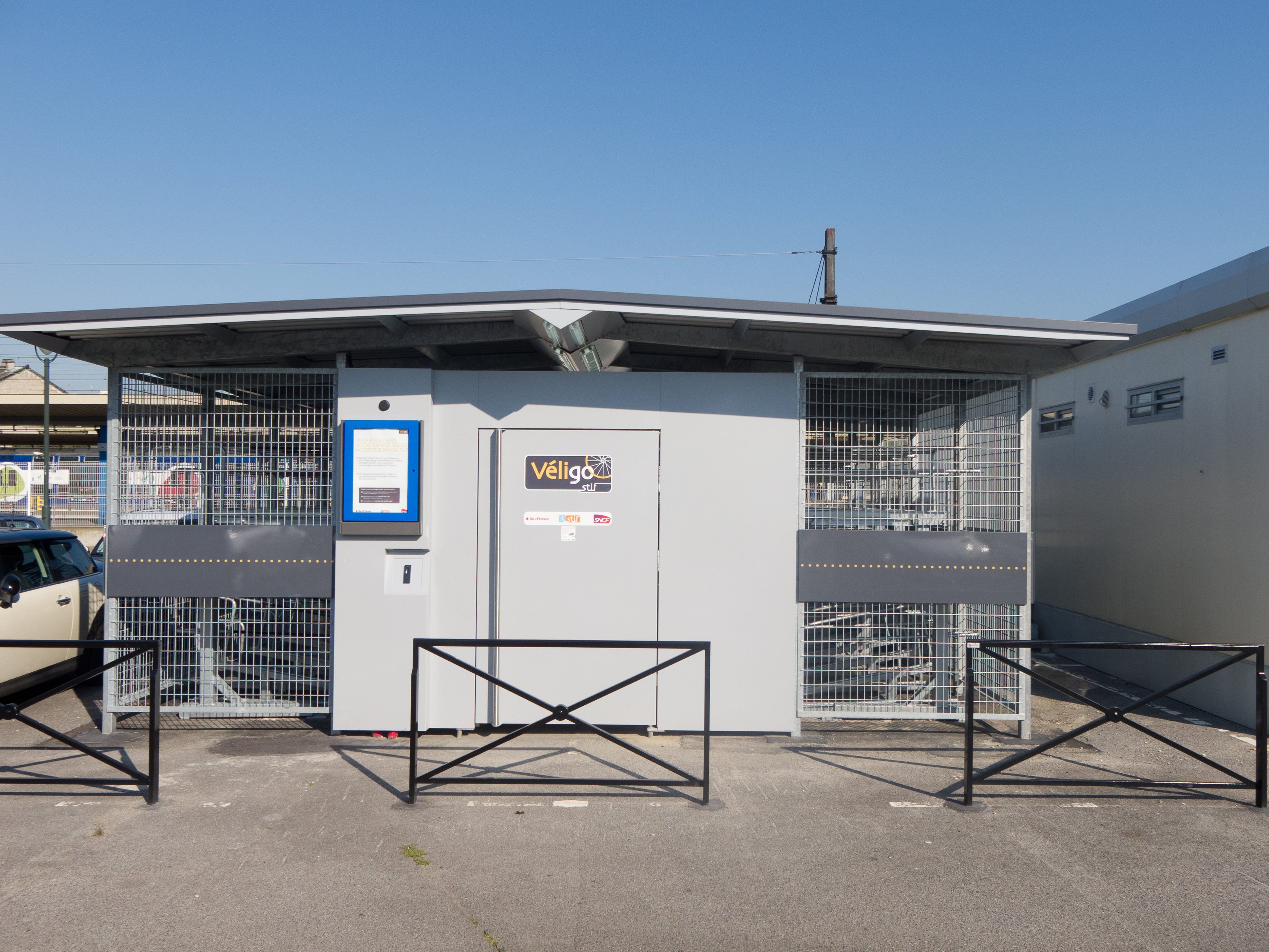
L'abri Véligo de la gare.
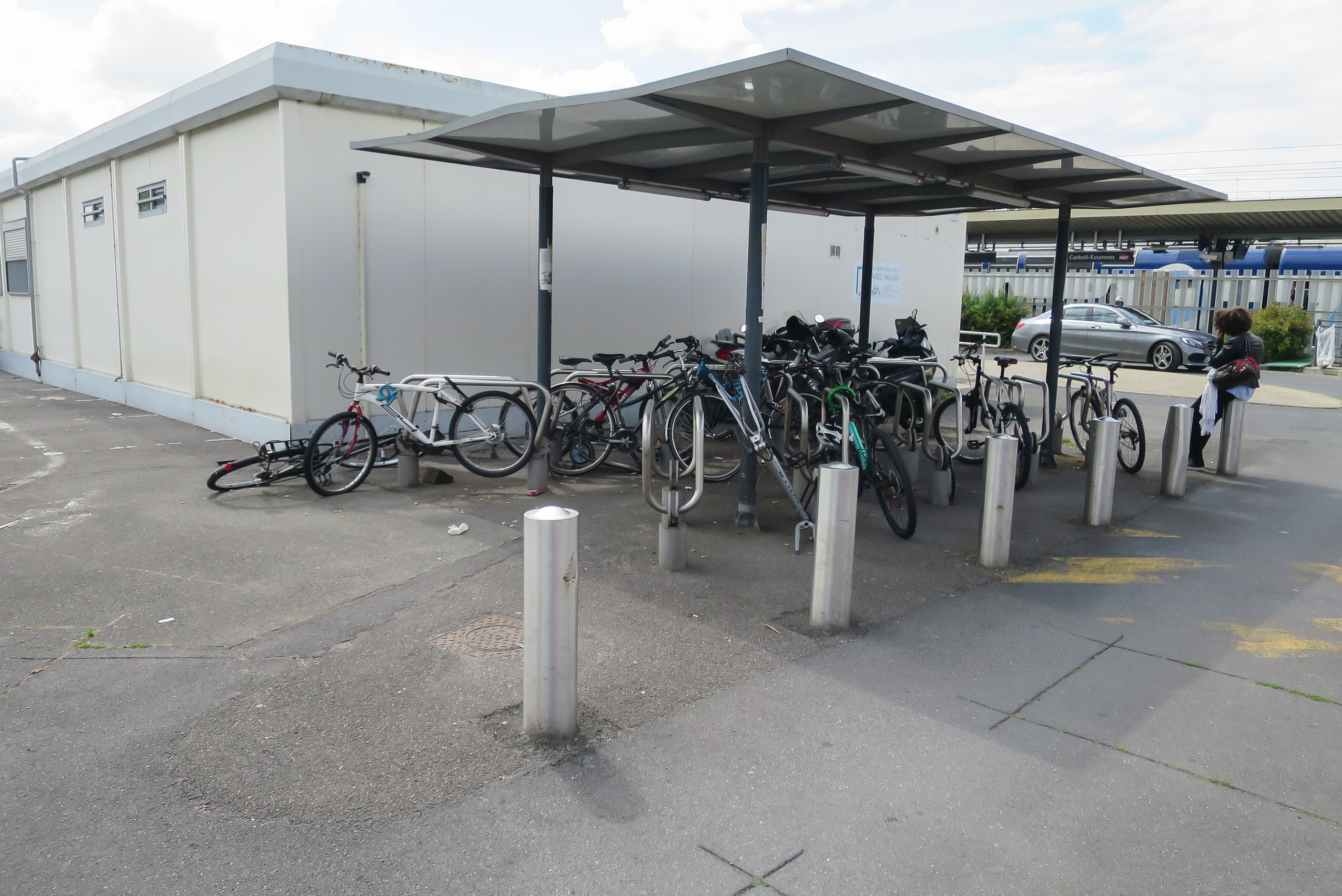
Parking à vélos de la gare.

## Service des marchandises
Cette gare est ouverte au service du fret (toutes marchandises y compris wagon isolé).

## Nouveau quai
Dans le cadre des travaux de modernisation de la ligne D, tels que définis par le schéma de principe du RER D adopté par le Conseil d'administration du STIF du 8 juillet 2009, un quai supplémentaire entre la voie 4 et la voie 6 (anciennes voies de service) a été construit de juillet 2012 à novembre 2013. Ce nouveau quai, situé du côté de la gare routière, offre une position de stationnement supplémentaire et permet de disposer de deux voies à quai pour les trains en provenance ou à destination de Paris via Ris-Orangis (ligne dite de « la Vallée »). Ce quai est le premier « quai haut » de la gare qui dispose maintenant de quatre quais et de sept voies à quai.

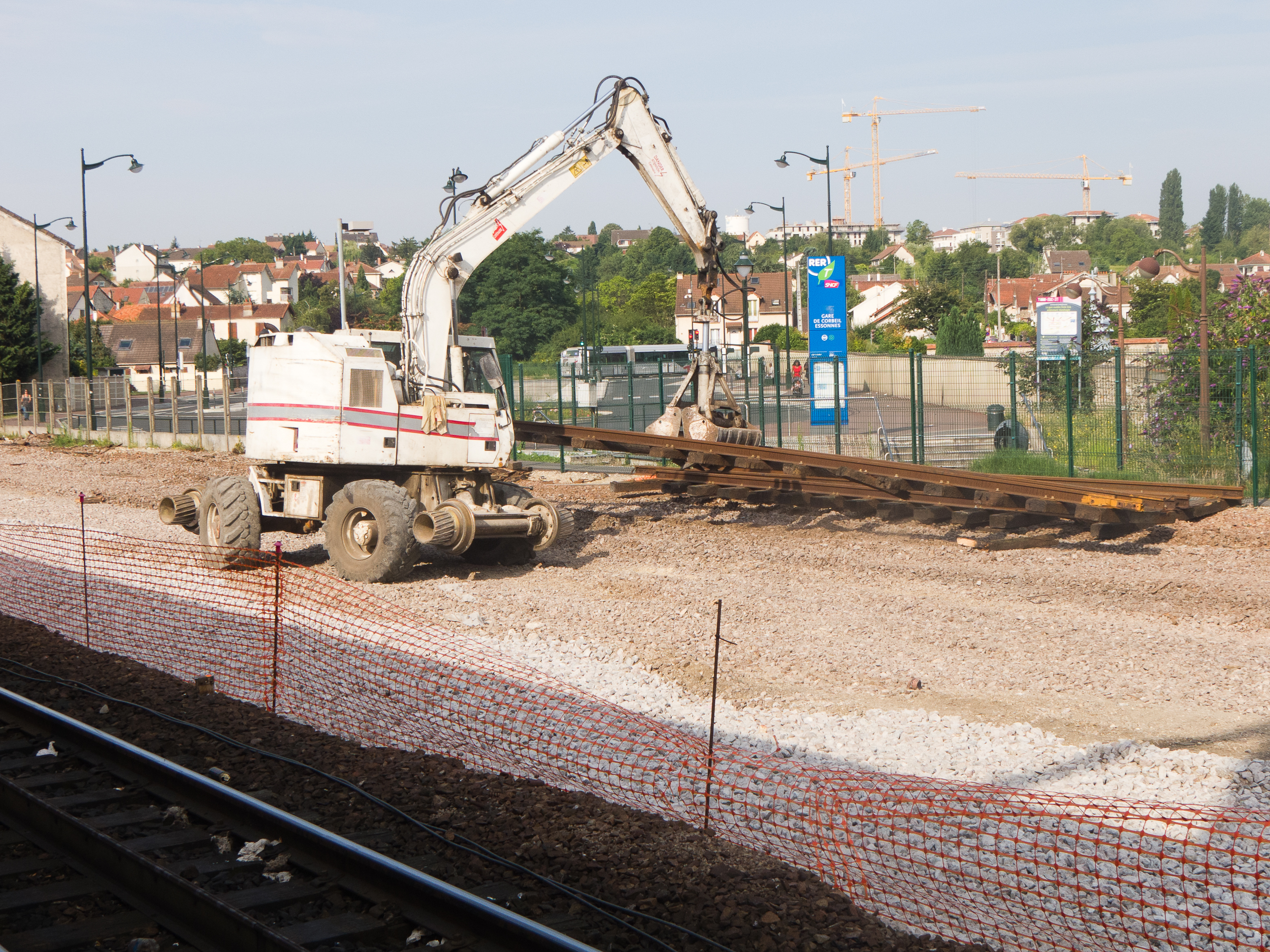
Dépose des voies 4, 6 et 8 en juillet 2012.
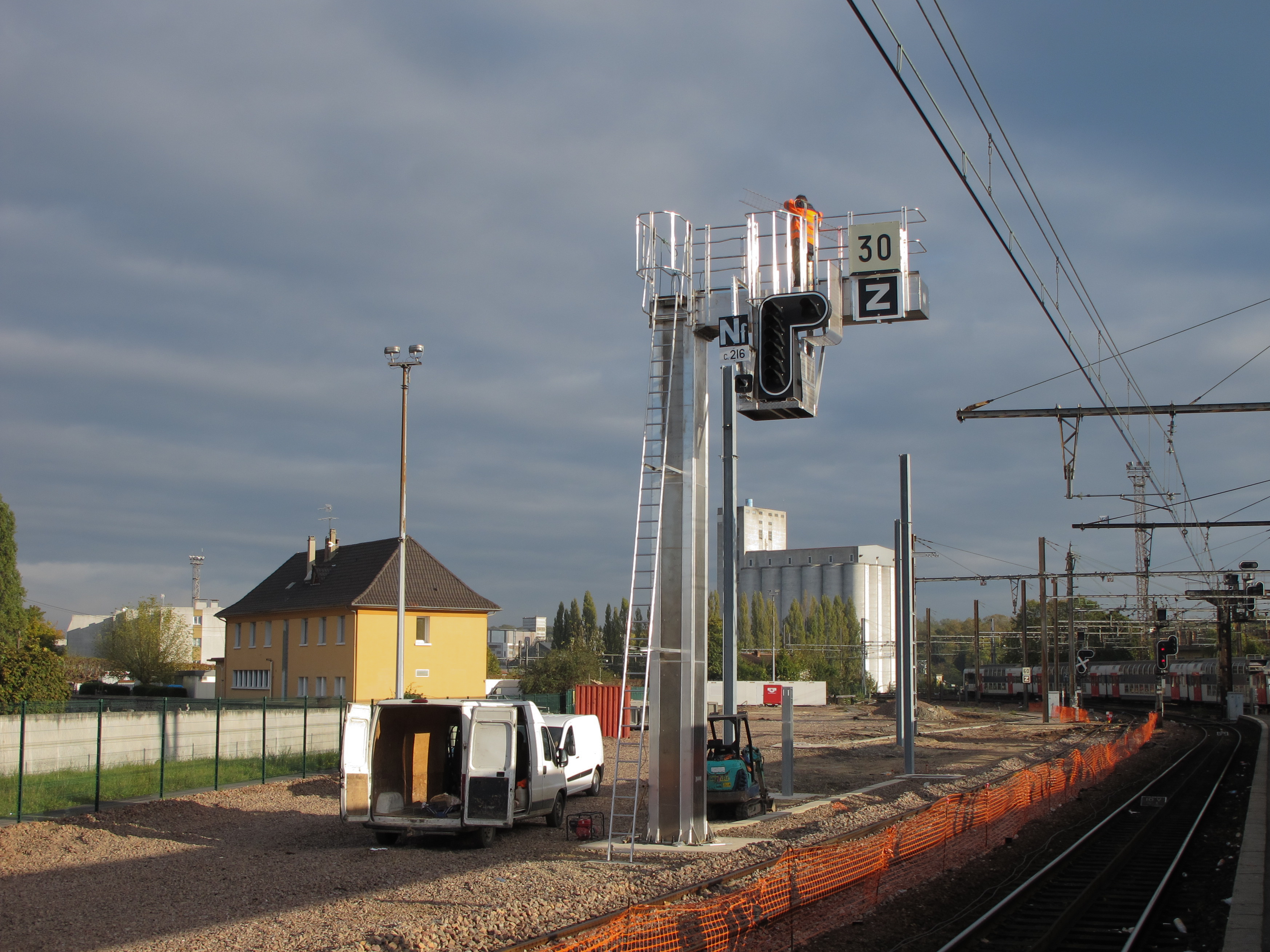
Pose de la nouvelle signalisation en octobre 2012.
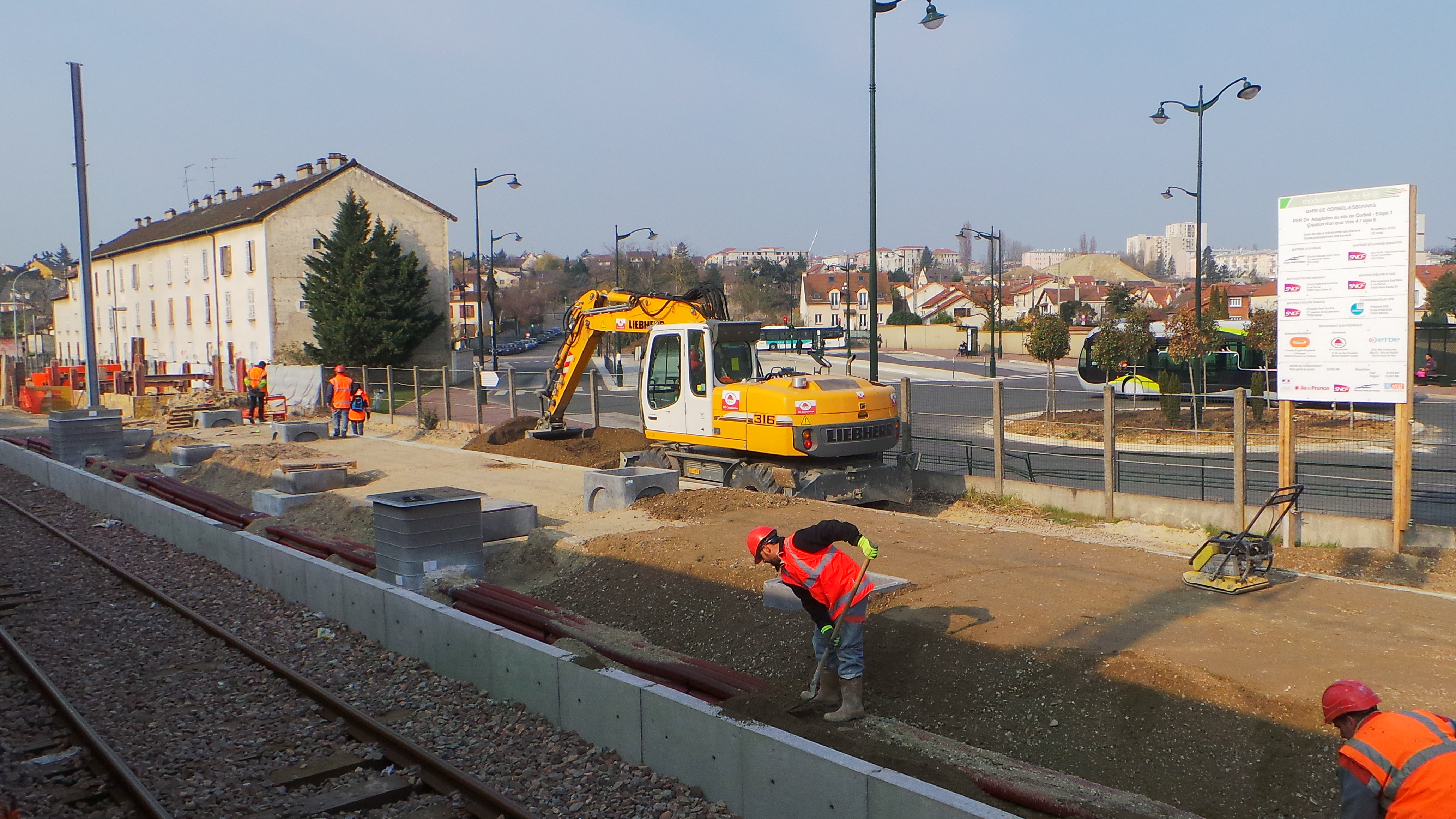
Construction du quai et pose de la nouvelle voie 6 en mars 2013.
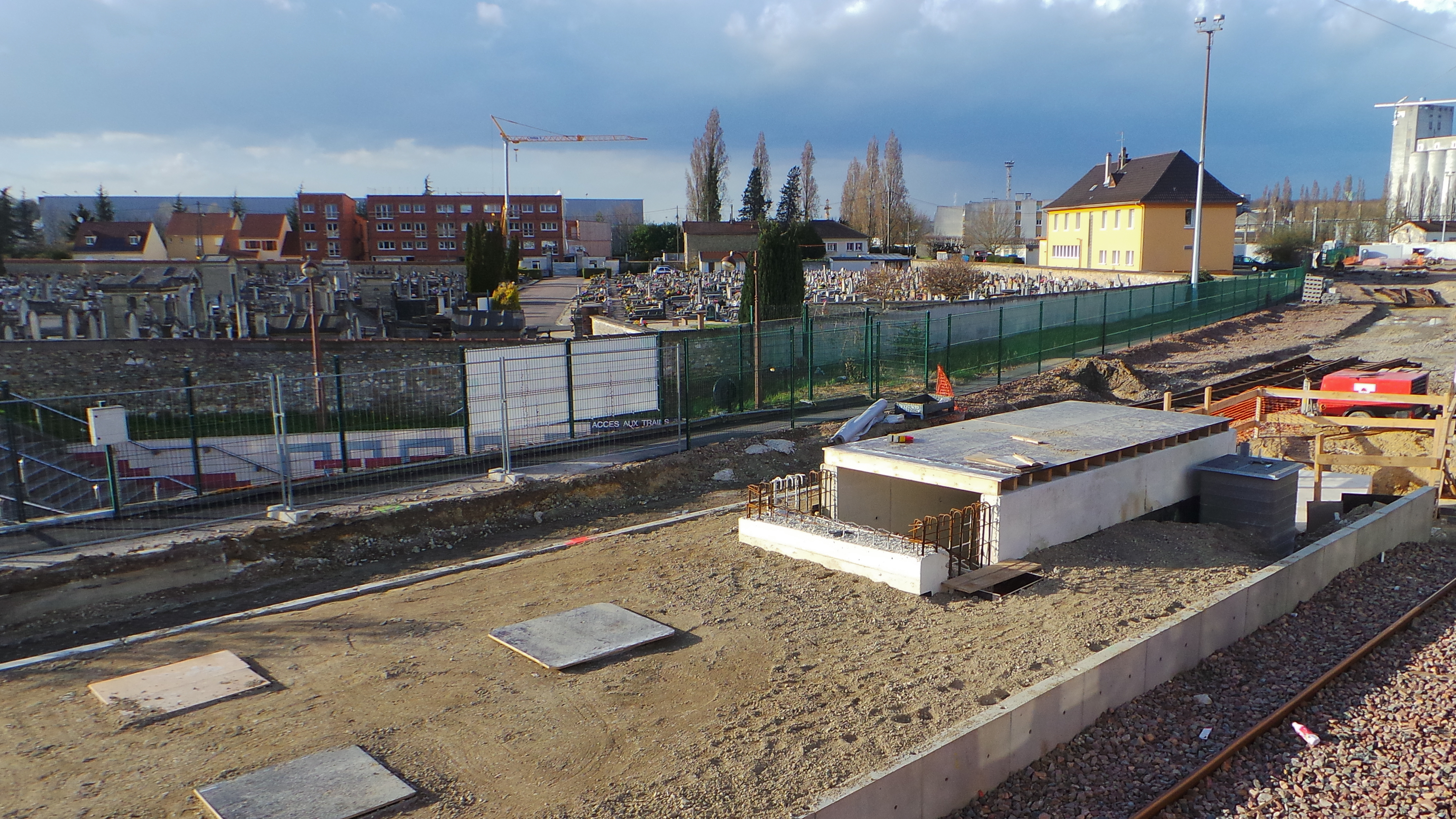
Construction du quai et de l’accès au souterrain en avril 2013.
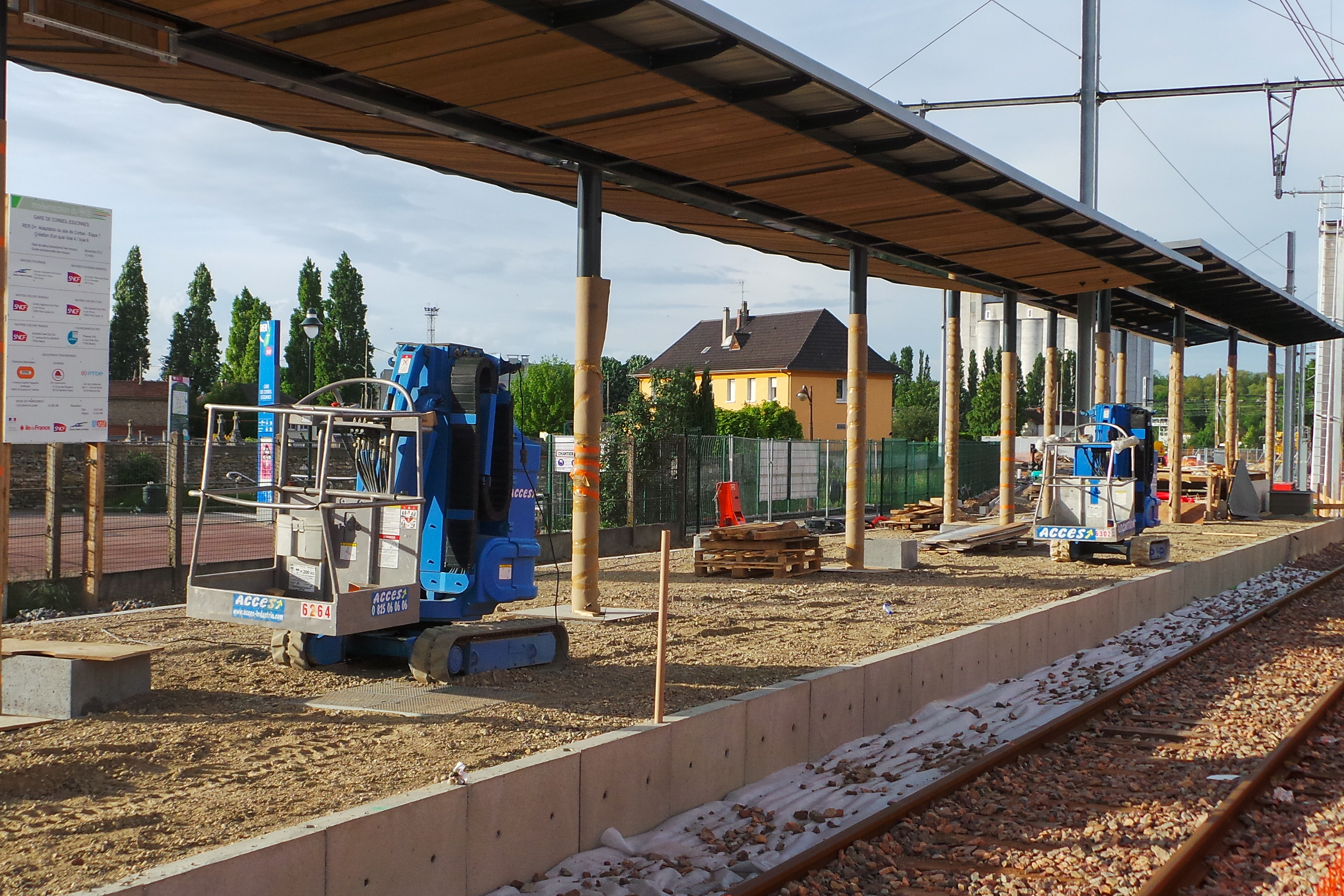
Pose des abris de quai en mai 2013.
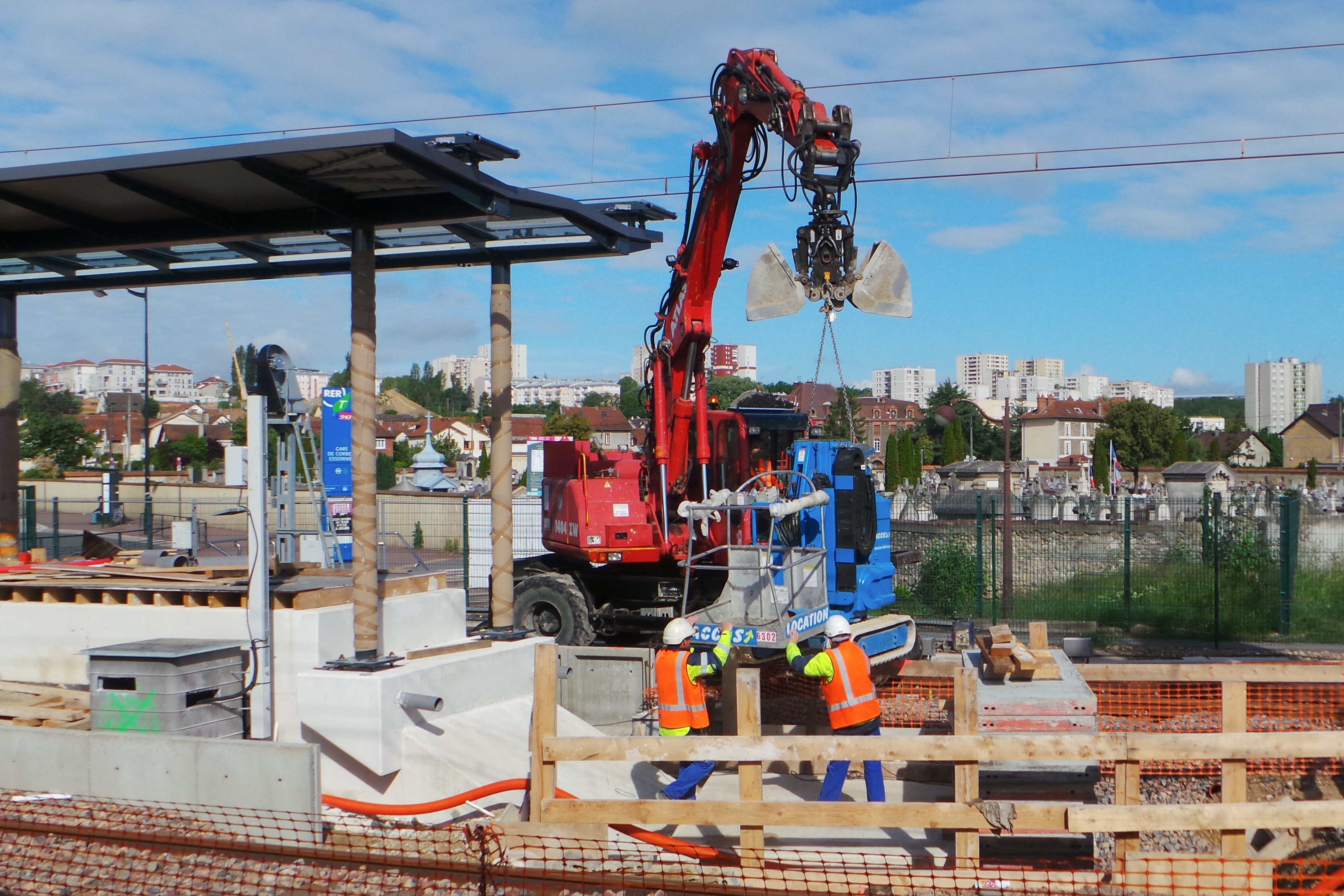
Travaux de l’accès au souterrain en mai 2013.
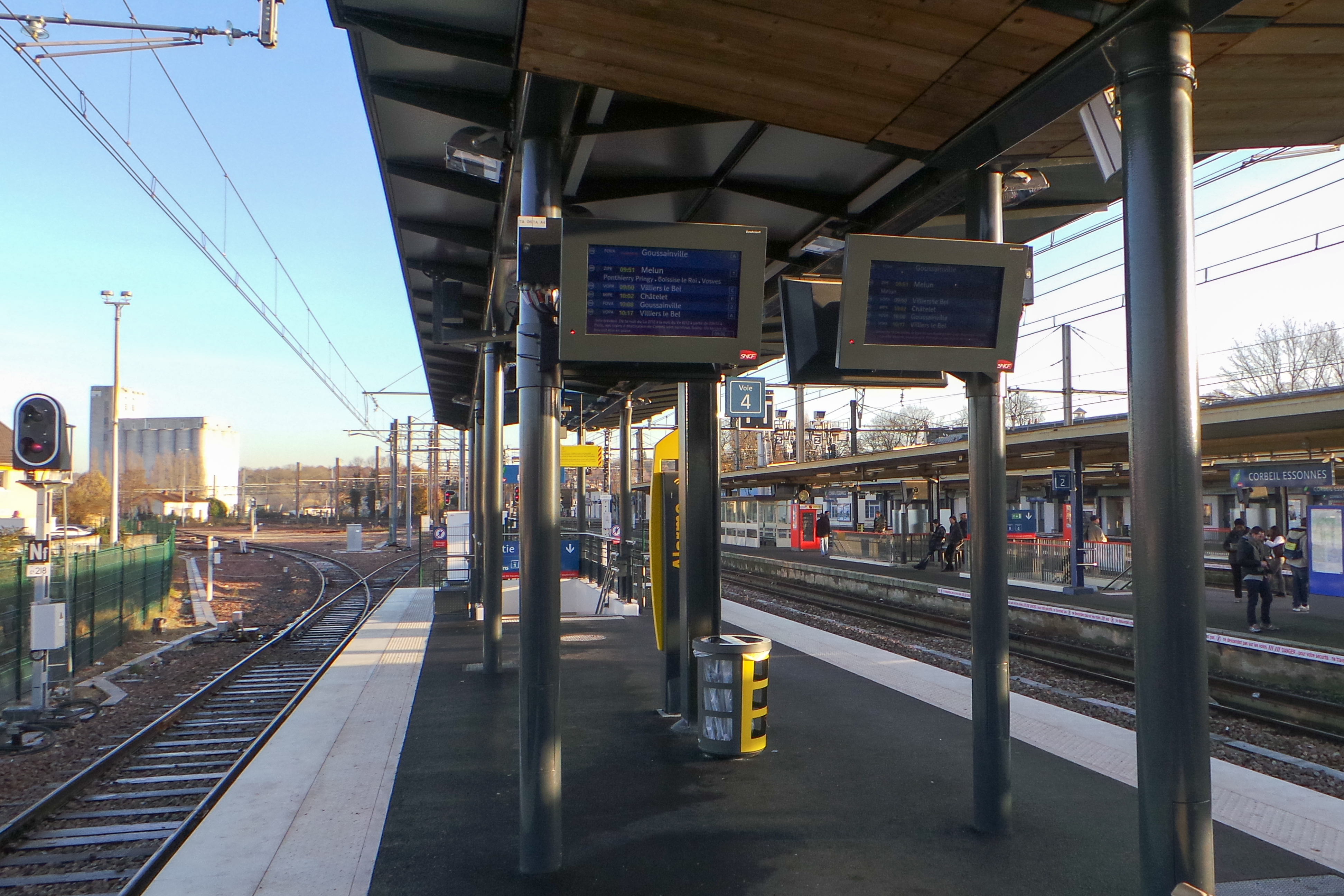
Le quai 4 en service en décembre 2013.

## Construction de la passerelle
Jusqu'en 2017, la gare de Corbeil-Essonnes ne permettait pas aux personnes à mobilité réduite (PMR) d'accéder aux quais de la gare car le passage souterrain, reliant la place Henri-Barbusse à la gare routière Émile-Zola et donnant accès aux différentes voies et quais de la gare, n'est accessible que par des escaliers. Dans le cadre de la loi du 11 février 2005 relative à l'accessibilité universelle pour tous les handicaps et en application de son schéma directeur d'accessibilité des transports en commun en Île-de-France, le STIF (actuel Île-de-France Mobilités) décide au début des années 2010 la création d'une passerelle enjambant l'ensemble des voies et desservant tous les quais ainsi que la gare routière Émile-Zola par des escaliers et des ascenseurs. Les travaux de construction de la passerelle commencent au début de l'année 2016 et s'achèvent à la fin de l'année 2017. Son coût est de 6 millions d'euros.

Sélection de vues de la construction de la passerelle en octobre 2016
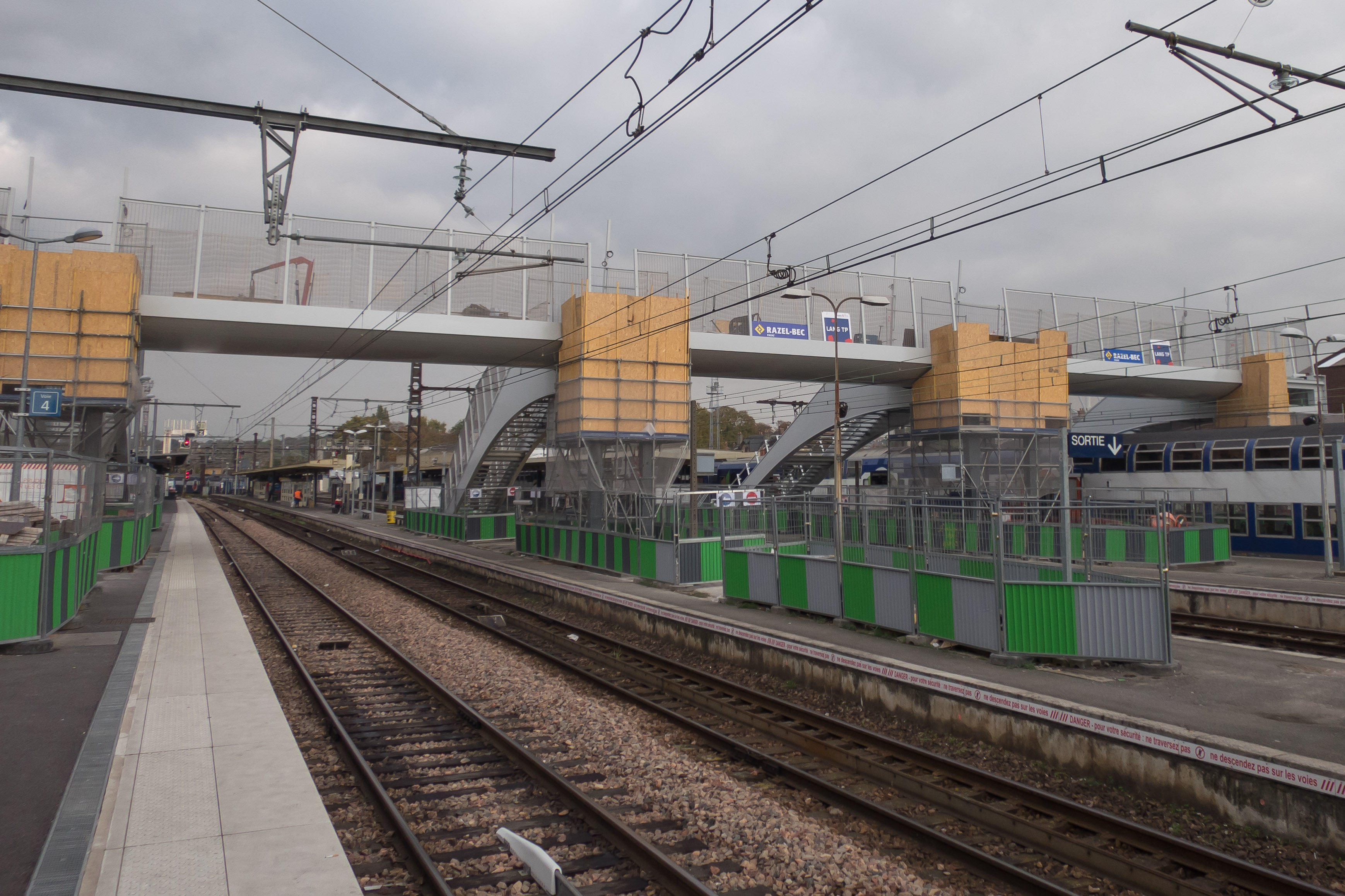
Construction de la passerelle.
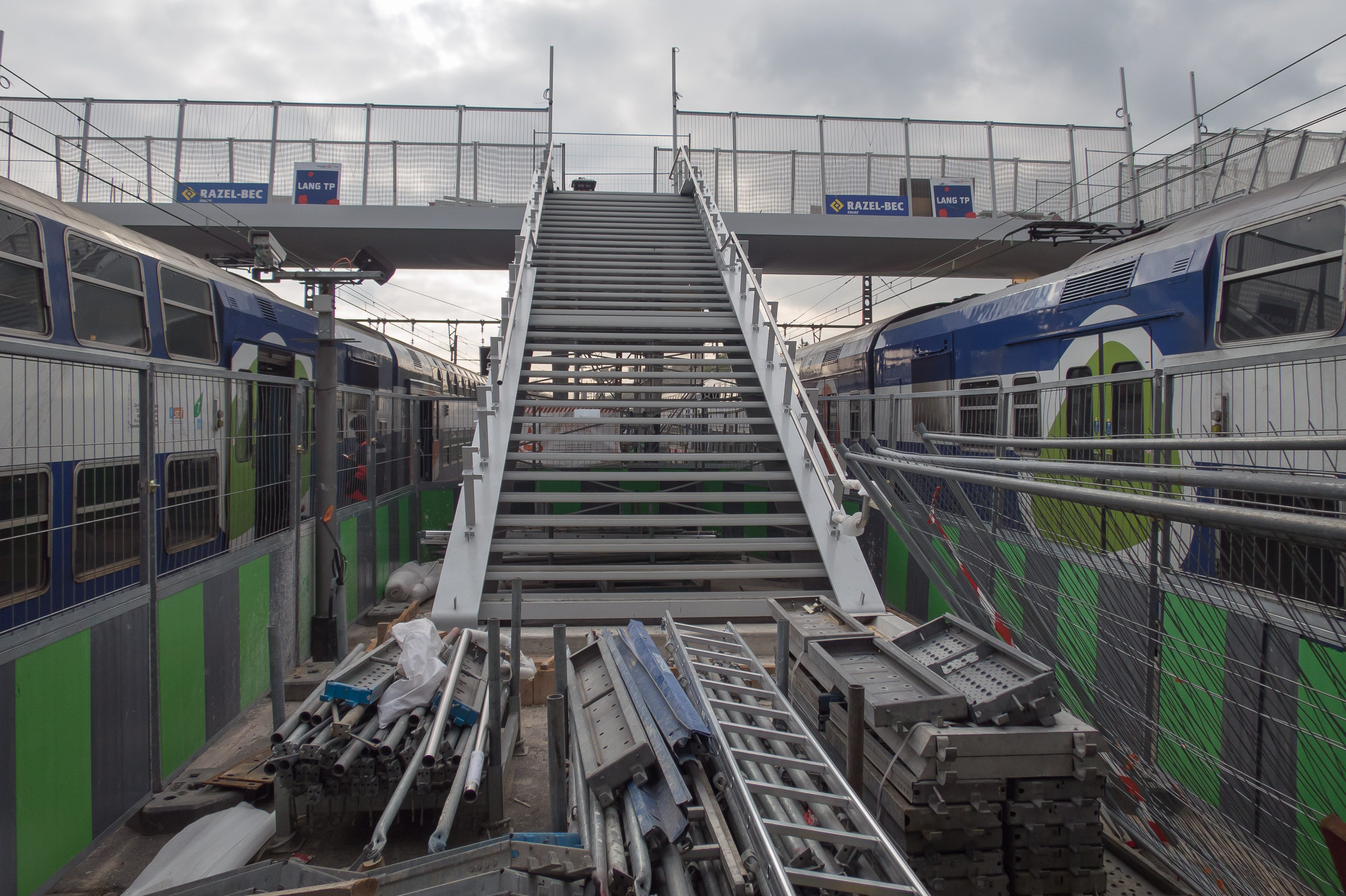
Construction des escaliers.
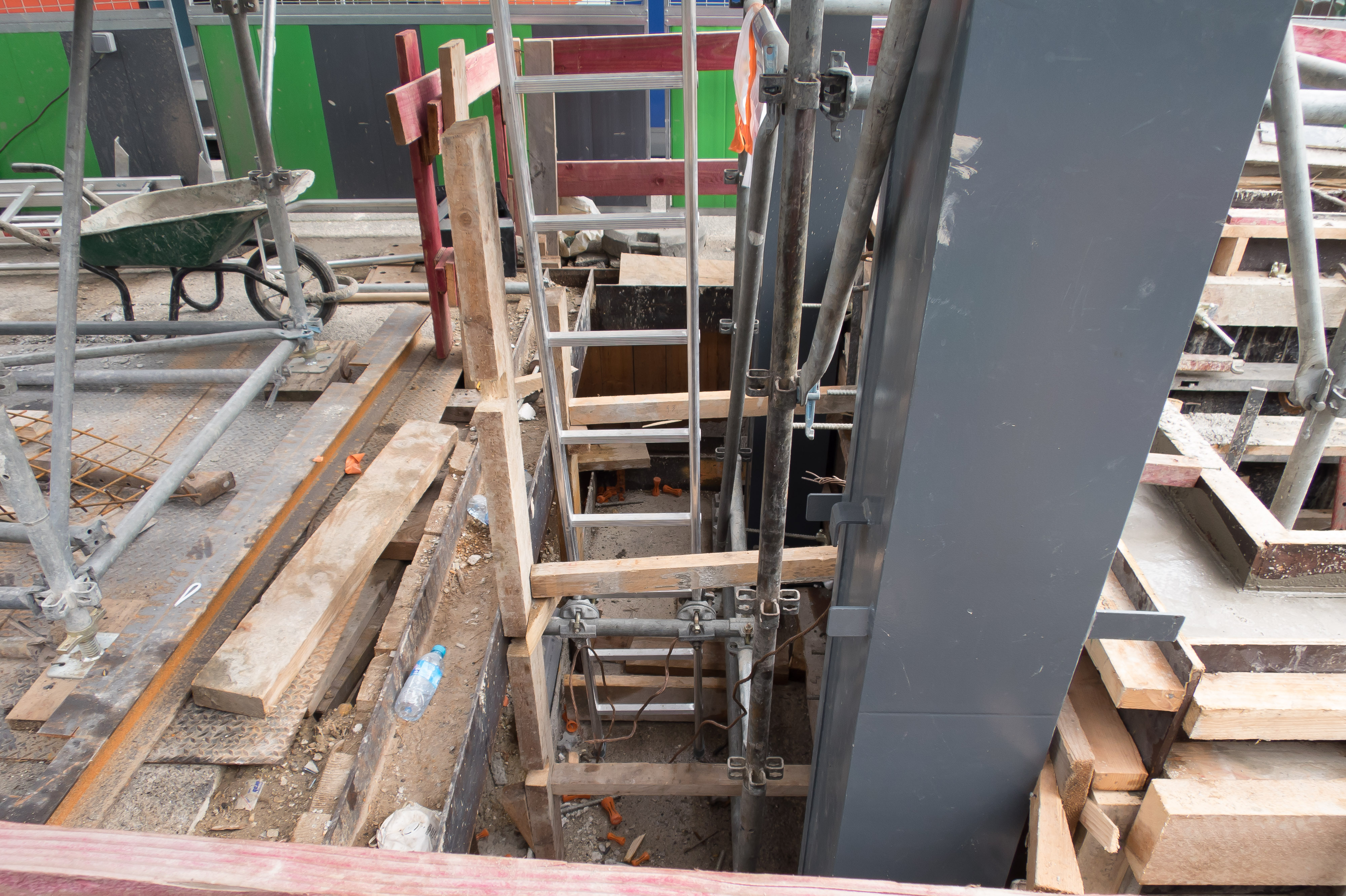
Construction des fondations et des supports des ascenseurs.

Située à l'extrémité sud de la gare, la passerelle a une longueur de 56 m. Sa plateforme, positionnée 6 m au-dessus des voies, enjambe les 4 quais et les 7 voies de la gare. Elle dispose de 4 escaliers et d'autant d'ascenseurs.

Sélection de vues de la passerelle en juillet 2019
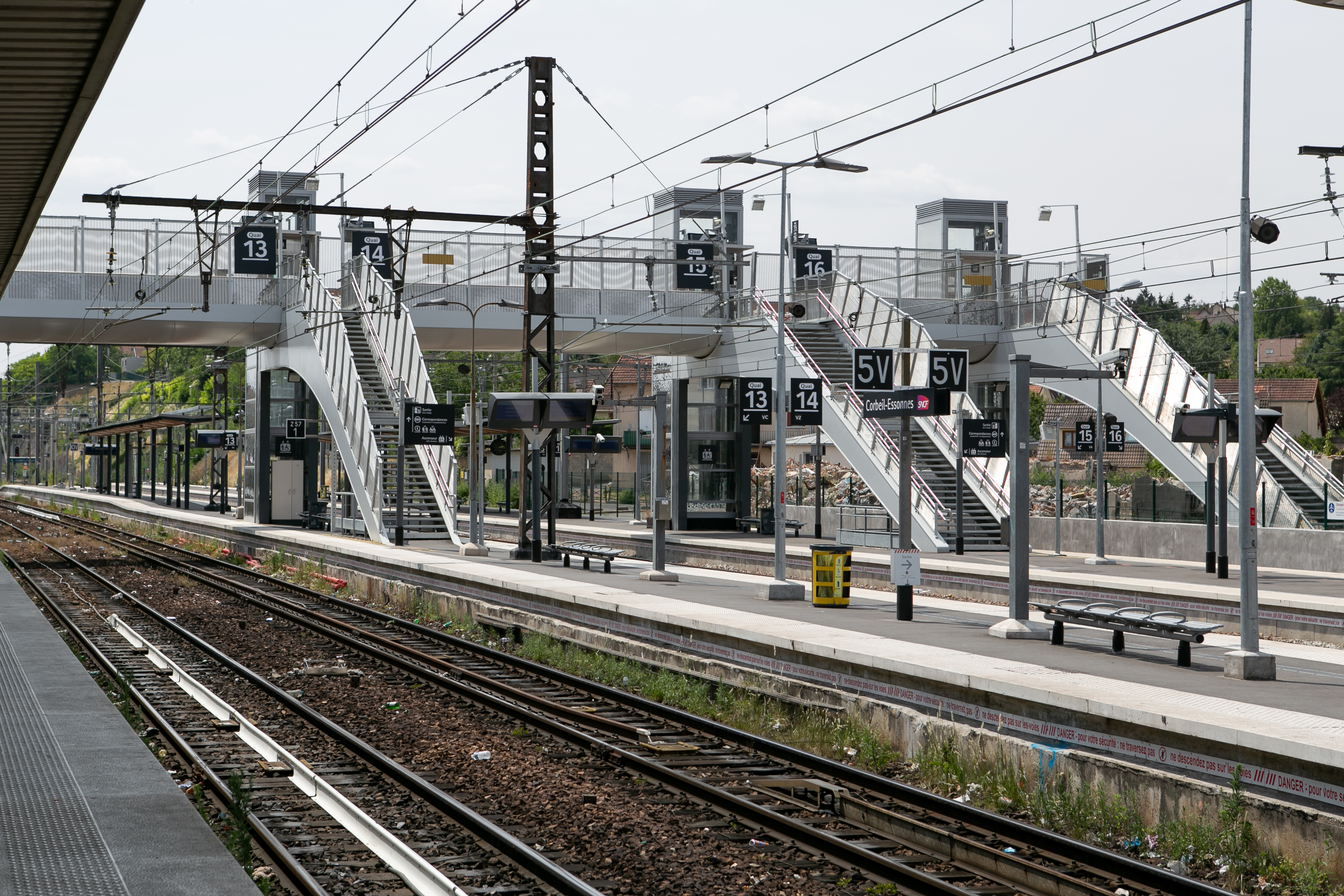
Vue générale de la passerelle.
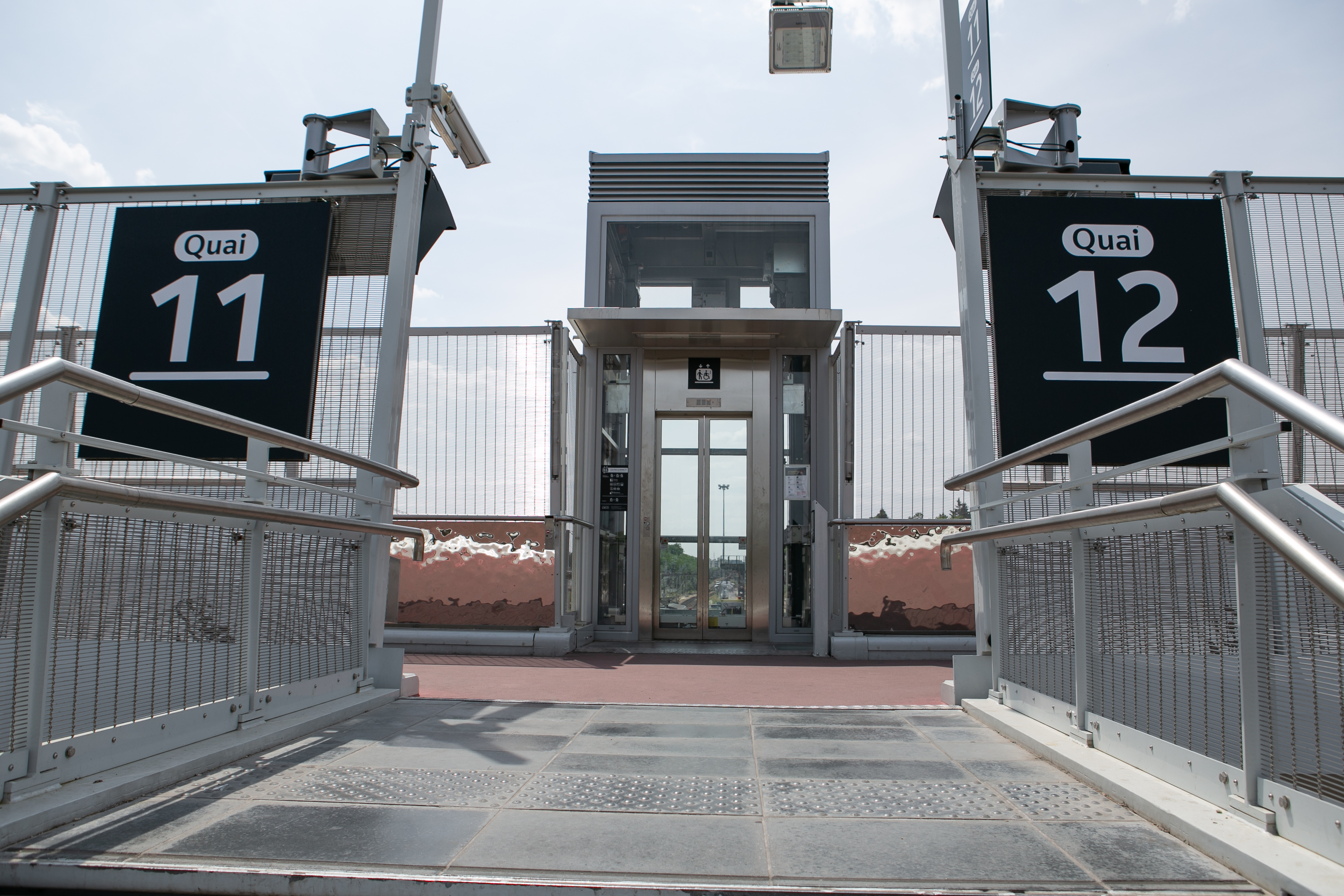
L'ascenseur des quais 11 et 12.
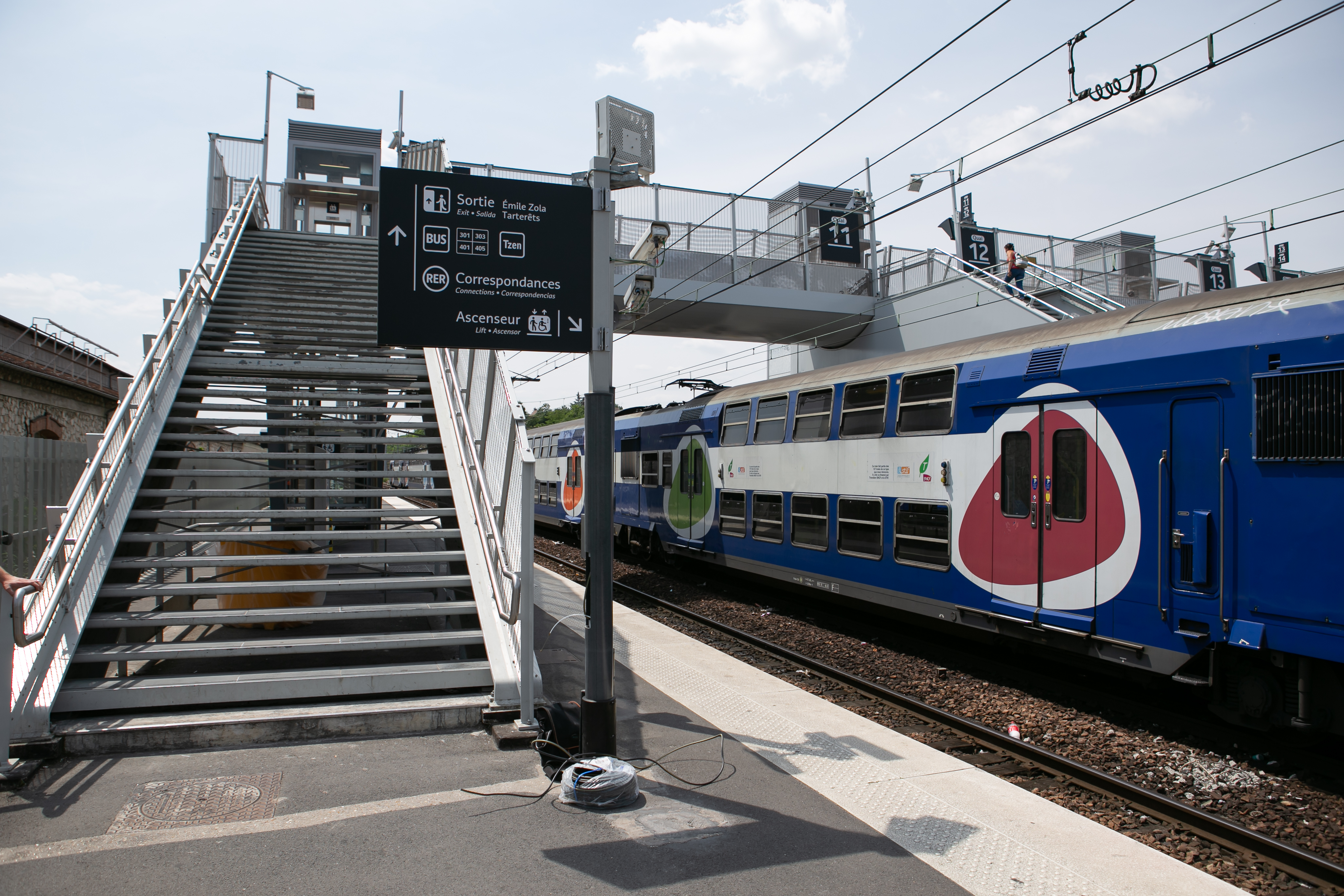
L'escalier du quai 10 donnant accès à la place Henri-Barbusse.
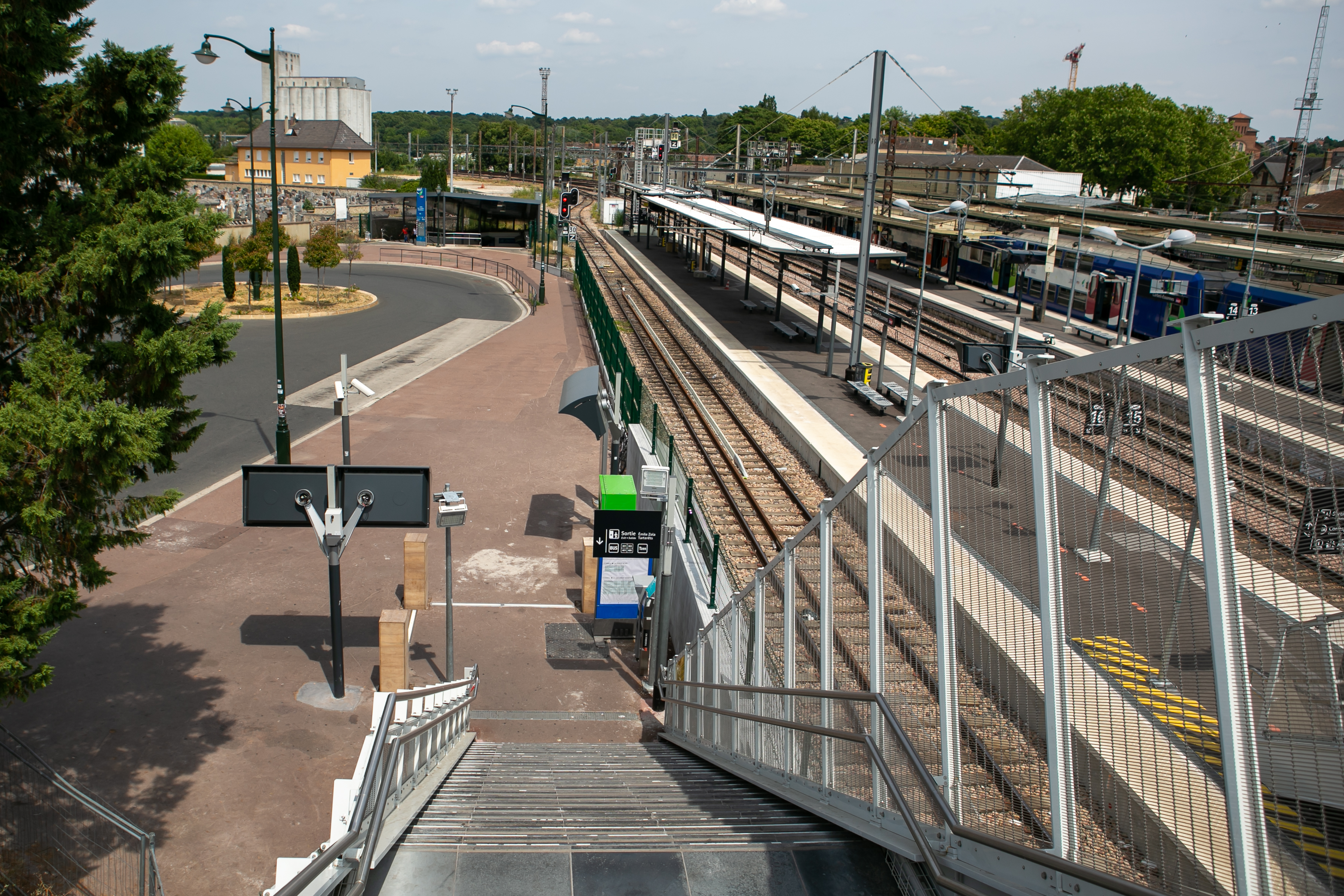
L'escalier de la gare routière Émile-Zola.

## Galerie de photographies

Sélection de photos de trains dans la gare
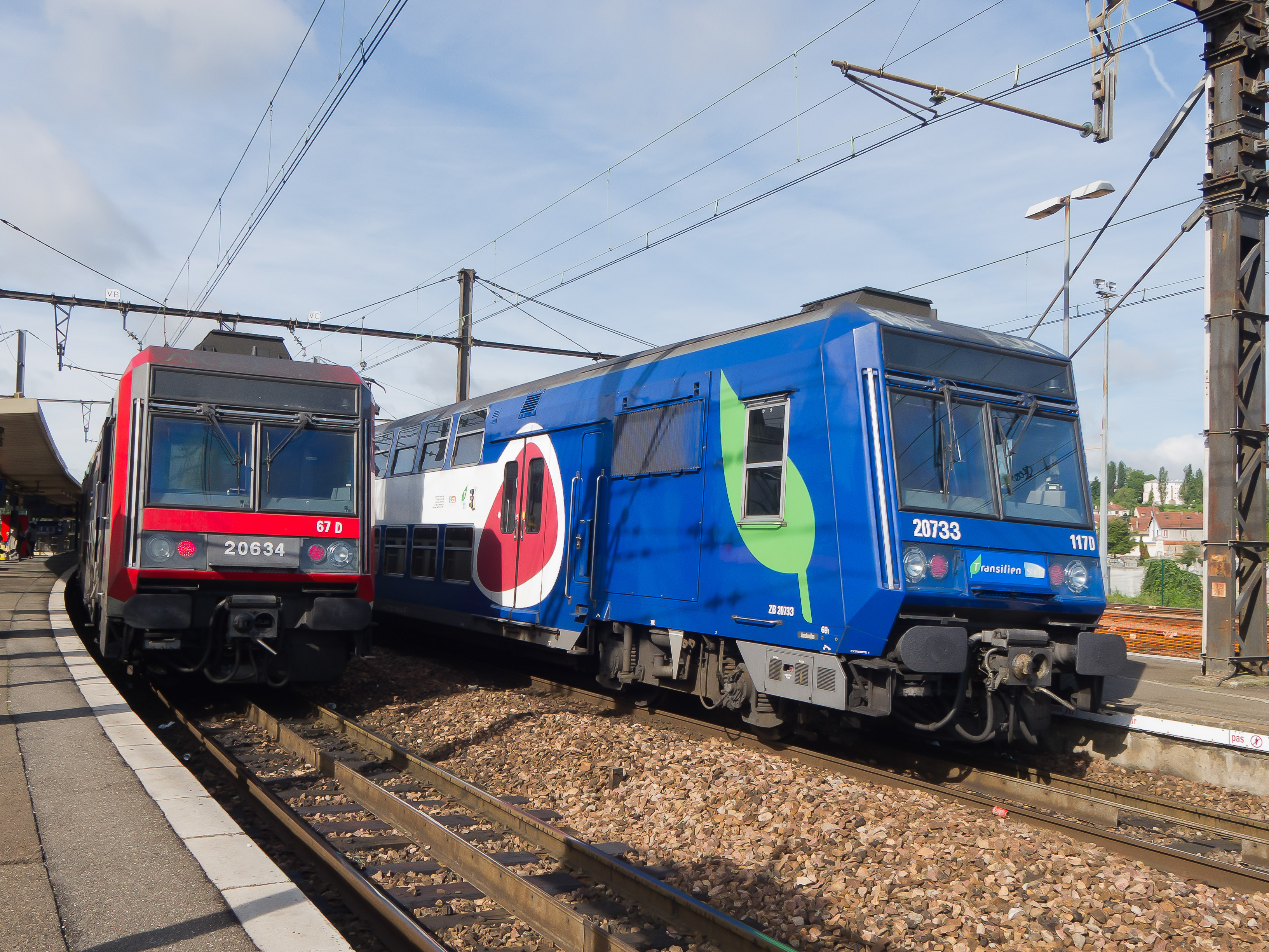
Deux rames Z 20500 en juin 2012 à quai dans la gare.
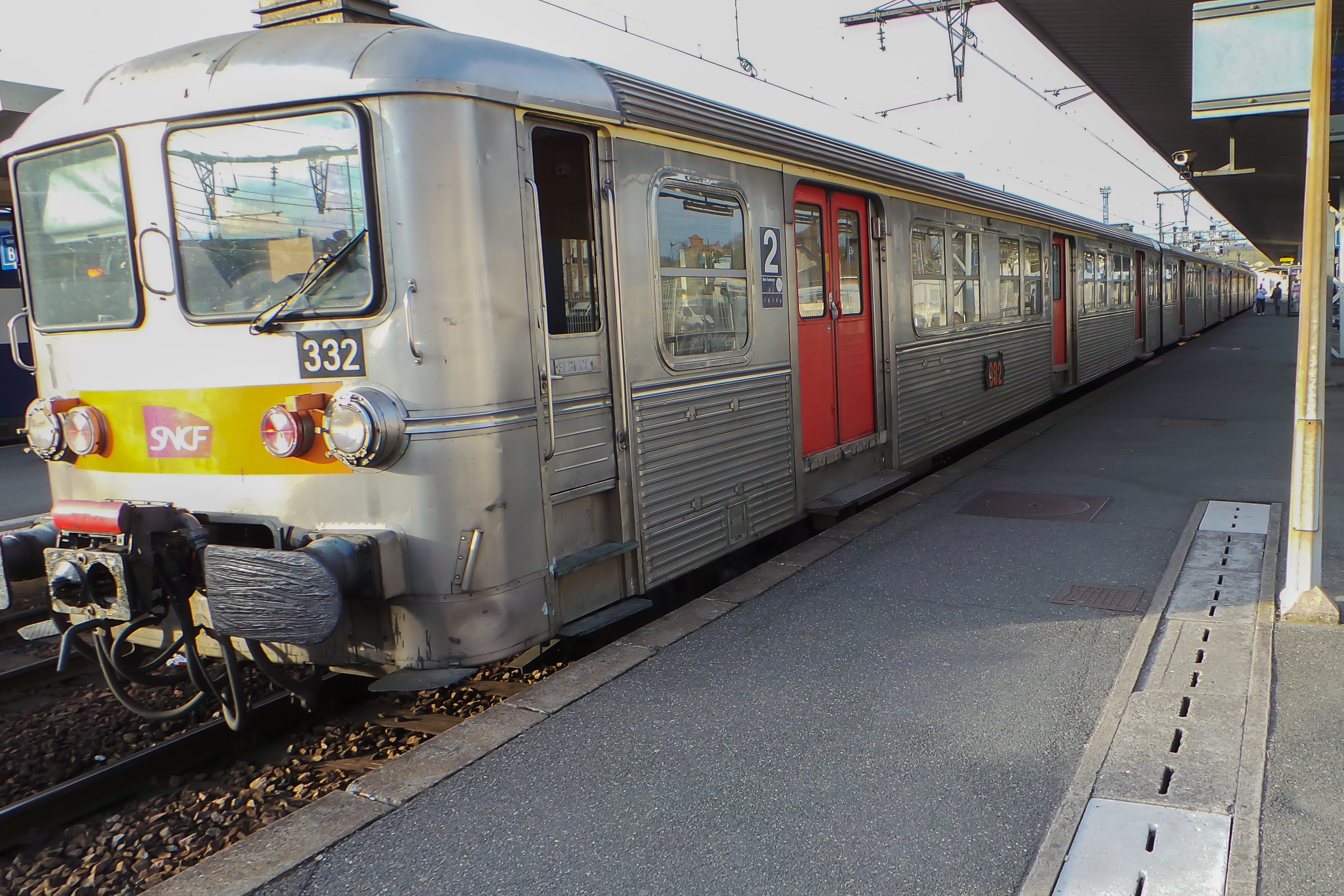
Une rame Z 5300 en avril 2013 au départ en direction de Melun.
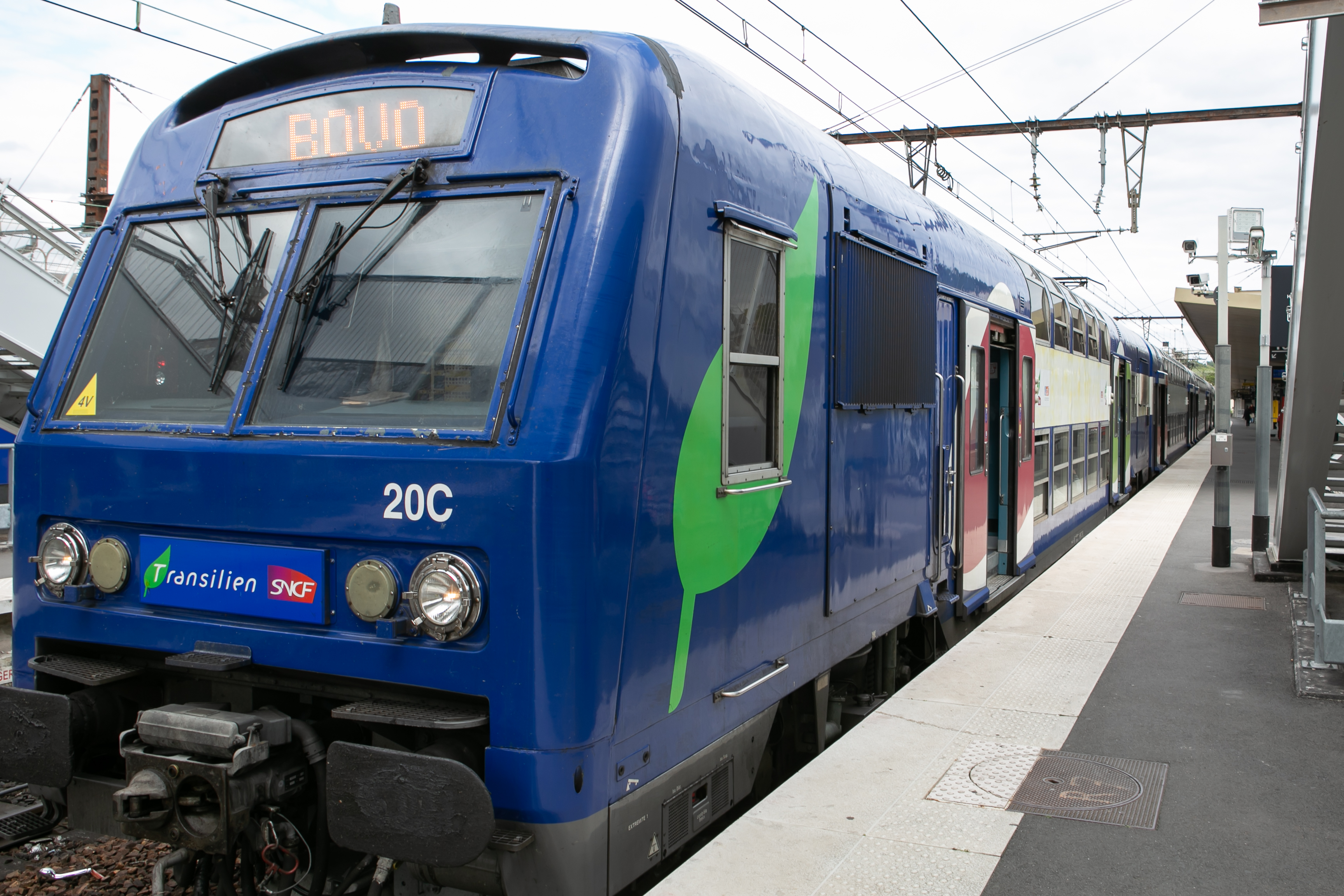
Une rame Z 5600 en septembre 2019 au départ en direction de Malesherbes.
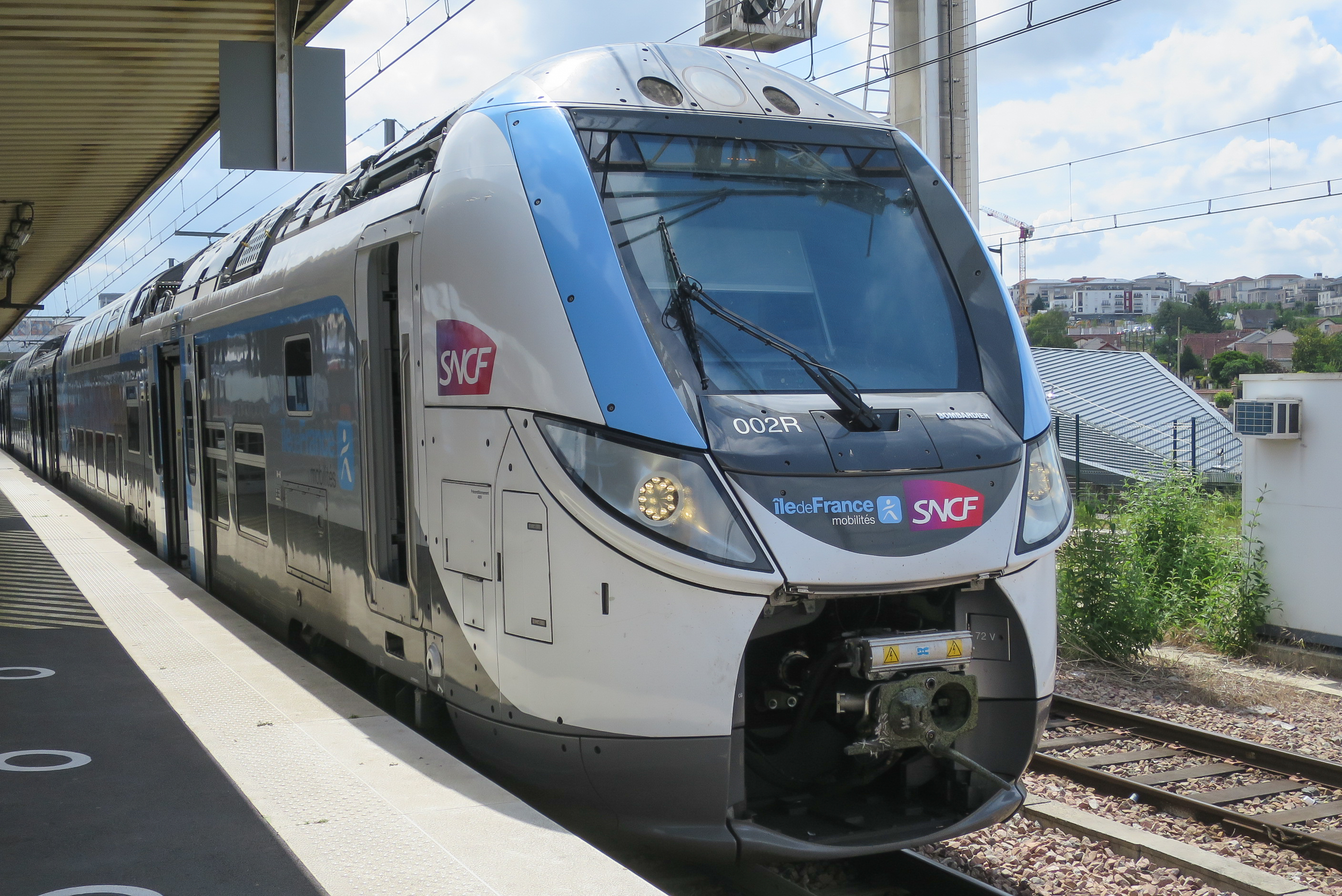
Une rame Z 57000 en juin 2020 au départ en direction de Juvisy.